# Samuel Johnson
Pour les articles homonymes, voir Samuel Johnson (homonymie) et Johnson.
Samuel Johnson (aussi connu sous le nom de « Dr Johnson », « Docteur Johnson »), né le 18 septembre 1709 et mort le 13 décembre 1784, est l'un des principaux auteurs de la littérature britannique. Poète, essayiste, biographe, lexicographe, traducteur, pamphlétaire, journaliste, éditeur, moraliste et polygraphe, il est aussi un critique littéraire des plus réputés.
Ses commentaires sur Shakespeare, en particulier, sont considérés comme des classiques. Anglican pieux et fervent conservateur (Tory), il a été présenté comme « probablement le plus distingué des hommes de lettres de l'histoire de l'Angleterre ». La première biographie lui ayant été consacrée, The Life of Samuel Johnson de James Boswell, parue en 1791, est le « plus célèbre de tous les travaux de biographie de toute la littérature [anglaise] ». Au Royaume-Uni, Samuel Johnson est appelé « Docteur Johnson » en raison du titre universitaire de « Doctor of Laws » (Docteur en droit), qui lui fut accordé à titre honorifique.
Né à Lichfield dans le Staffordshire, il a suivi les cours du Pembroke College à Oxford pendant un an, jusqu'à ce que son manque d'argent l'oblige à le quitter. Après avoir travaillé comme instituteur, il vint à Londres où il commença à écrire des articles dans The Gentleman's Magazine. Ses premières œuvres sont la biographie de son ami, le poète Richard Savage, The Life of Mr Richard Savage (1744), les poèmes London (Londres) et The Vanity of Human Wishes (La Vanité des désirs humains) et une tragédie, Irene.
Son extrême popularité tient d'une part à son œuvre majeure, le Dictionary of the English Language, publié en 1755 après neuf années de travail, et d'autre part à la biographie que lui a consacrée James Boswell. Avec le Dictionary, dont les répercussions sur l'anglais moderne sont considérables, Johnson a rédigé à lui seul l'équivalent, pour la langue anglaise, du Dictionnaire de l'Académie française,. Le Dictionary, décrit par Batte en 1977 comme « l'un des plus grands exploits individuels de l'érudition »,, fit la renommée de son auteur et, jusqu'à la première édition du Oxford English Dictionary (OED) en 1928, il était le dictionnaire britannique de référence. Quant à la Vie de Samuel Johnson par James Boswell, elle fait date dans le domaine de la biographie. C'est dans cet ouvrage monumental que sont tirés nombre de bons mots prononcés par Johnson, mais aussi beaucoup de ses commentaires et de ses réflexions, qui ont valu à Johnson d'être « l'Anglais le plus souvent cité après Shakespeare ».
Ses dernières œuvres sont des essais, une influente édition annotée de The Plays of William Shakespeare (1765) et le roman Rasselas, qui sera un succès. En 1763, il se lie d'amitié avec James Boswell, avec qui il voyage plus tard en Écosse ; Johnson décrit leurs voyages dans Un voyage vers les îles occidentales de l'Écosse (A Journey to the Western Islands of Scotland). Vers la fin de sa vie, il rédige Vies des plus éminents poètes anglais (Lives of the Most Eminent English Poets), un recueil de biographies de poètes des XVIIe et XVIIIe siècles.
Johnson était grand et robuste, mais ses gestes bizarres et ses tics étaient déroutants pour certains lorsqu'ils le rencontraient pour la première fois. The Life of Samuel Johnson et d'autres biographies de ses contemporains décrivaient le comportement et les tics de Johnson avec tant de détails que l'on a pu diagnostiquer ultérieurement qu'il avait souffert du syndrome de Gilles de la Tourette, inconnu au XVIIIe siècle, pendant la majeure partie de sa vie. Après une série de maladies, il meurt le 13 décembre 1784 au soir, et est enterré à l'abbaye de Westminster, à Londres. Après sa mort, Johnson commence à être reconnu comme ayant eu un effet durable sur la critique littéraire, et même comme le seul grand critique de la littérature anglaise.

## Biographie
Il existe de nombreuses biographies de Samuel Johnson, mais La Vie de Samuel Johnson par James Boswell (The Life of Samuel Johnson) est celle qui est la mieux connue du grand public. Au XXe siècle pourtant, l'opinion des spécialistes de Johnson comme Edmund Wilson et Donald Greene est qu'on peut difficilement appeler biographie un tel ouvrage : « Ce n'est qu'un recueil de ce que Boswell a pu écrire dans ses journaux à l'occasion de ses rencontres avec Johnson au cours des vingt-deux dernières années de la vie de celui-ci… avec seulement un effort bien négligent pour combler les lacunes. » Donald Greene assure aussi que Boswell, avec l'aide de ses amis, a commencé son travail par une campagne de presse bien organisée, avec grosse publicité et dénigrement de ses adversaires, en se servant pour la stimuler d'un des articles les plus mémorables de Macaulay qui n'est que du boniment de journaliste. Il lui reproche aussi des erreurs et des omissions, affirmant que l'ouvrage relève plus du genre des mémoires que la biographie au sens strict.

### Enfance et éducation

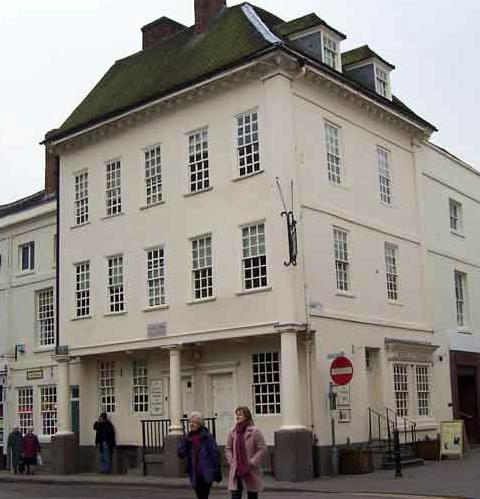
Lieu de naissance de Johnson à Market Square, Lichfield.

#### Premières années
Michael Johnson, libraire à Lichfield, (Staffordshire, Angleterre), a épousé en 1706, à l'âge de 49 ans, Sarah Ford, âgée de 38 ans. Samuel nait le 18 septembre 1709, au domicile de ses parents situé au-dessus de la librairie. Comme Sarah a dépassé quarante ans, et que l'accouchement s'avère difficile, le couple fait appel à un maïeuticien et chirurgien de renom nommé George Hector. L'enfant ne pleure pas, et dubitative à propos de la santé du nouveau-né, sa tante déclare « qu'elle n'aurait pas ramassé une telle pauvre créature dans la rue » ; la famille, qui craint pour la survie de l'enfant, fait venir le curé de St Mary's church, l'église voisine, pour le baptiser. On lui donne le prénom du frère de Sarah, Samuel Ford, et deux parrains lui sont choisis : Samuel Swynfen, médecin diplômé du Pembroke College d'Oxford et Richard Wakefield, juriste et secrétaire de mairie de Lichfield.
La santé de Samuel s'améliore, et Joan Marklew lui sert de nourrice. Mais il est rapidement atteint de scrofules, qu'on appelait alors le « Mal du Roi », car on pensait qu'un toucher du roi pouvait en guérir. John Floyer, ancien médecin de Charles II d'Angleterre suggère alors que le jeune Johnson devrait recevoir le toucher du roi, qu'Anne de Grande-Bretagne lui accorde le 30 mars 1712. Le rituel se révèle toutefois inefficace et une opération est pratiquée qui laisse des cicatrices indélébiles sur le corps et le visage de Samuel. Avec la naissance du frère de Samuel, Nathaniel, quelque temps plus tard, Michael n'est plus en mesure de payer les dettes qu'il a accumulées au cours des ans, et sa famille est contrainte de changer de mode de vie.

#### Années d'école

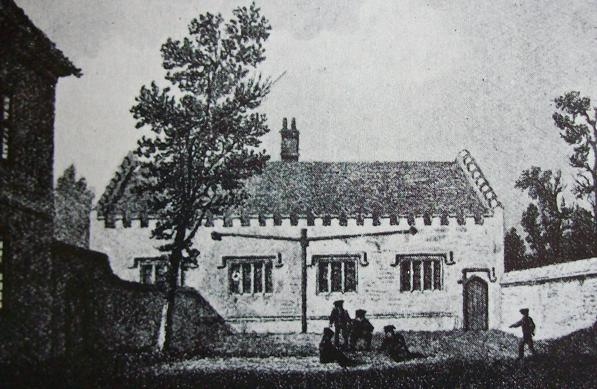
La Lichfield Grammar School (gravure de 1835).

Samuel Johnson se montre d'une intelligence particulièrement précoce, et ses parents étaient fiers de faire admirer, ce dont il se souviendra plus tard avec un certain écœurement, « ses talents nouvellement acquis ». Son éducation commence lorsqu'il a trois ans et que sa mère lui fait mémoriser et réciter des passages du Livre de la prière commune. À quatre ans, il est envoyé chez « dame » Anne Oliver, qui tient une école enfantine à son domicile, puis, à six ans, chez un cordonnier à la retraite afin de poursuivre son éducation. L'année suivante, Johnson est envoyé à la Lichfield Grammar School (en) (Lycée), où il excelle en latin. C'est à cette époque qu'il commence à présenter ces tics et ces mouvements incontrôlés qui joueront un si grand rôle par la suite dans l'image qu'on se fera de lui et qui permettront, après sa mort, de diagnostiquer le syndrome de Gilles de la Tourette. Élève particulièrement brillant, il passe en secondaire à neuf ans. Il se lie d'amitié avec Edmund Hector, neveu de son maïeuticien George Hector, et John Taylor, avec qui il restera en contact toute sa vie.
À seize ans, Johnson a l'occasion d'aller passer plusieurs mois dans la famille de sa mère, les Ford, à Pedmore, Worcestershire. Il noue des liens solides avec son cousin germain Cornelius Ford, qui met à profit sa connaissance des auteurs classiques pour lui donner des cours particuliers puisqu'il ne va pas à l'école. Ford est un universitaire brillant, qui a de très bonnes relations et fréquente des personnalités comme Alexander Pope, mais il est aussi un alcoolique notoire que ses excès mèneront à la mort six ans après la visite de Johnson, qui en sera profondément affecté.
Après avoir passé six mois avec ses cousins, Johnson retourne à Lichfield mais Mr Hunter, le directeur de la grammar school, que « l'impertinence de cette longue absence a énervé », refuse de le réintégrer. L'accès à la Lichfield Grammar School lui étant interdit, Johnson est inscrit, avec l'aide de Cornelius Ford, à la King Edward VI grammar school de Stourbridge. Du fait de la proximité de l'école avec Pedmore, Johnson peut passer plus de temps avec ses cousins, et il commence à écrire des poèmes et à traduire des vers. À Stourbridge Johnson se lie d'amitié avec John Taylor et Edmund Hector et tombe amoureux de la jeune sœur d'Edmund, Ann. Toutefois, il ne passe que six mois à Stourbridge avant de retourner une fois de plus chez ses parents à Lichfield. D'après le témoignage d'Edmund Hector, recueilli par James Boswell, Johnson aurait quitté Stourbridge à la suite d'une dispute avec le directeur, John Wentworth, à propos de grammaire latine.
L'avenir de Johnson est alors très incertain, car son père est très endetté. Afin de gagner un peu d'argent, il commence à brocher des livres pour son père, bien qu'il soit probable, qu'à cause de sa mauvaise vue, il ait alors passé beaucoup plus de temps dans la librairie paternelle à lire des ouvrages variés et à approfondir ses connaissances littéraires. C'est à cette époque qu'il rencontre Gilbert Walmesley, le président du tribunal ecclésiastique, visiteur assidu de la librairie paternelle, qui le prend en amitié. Pendant deux ans, ils ont l'occasion d'aborder de nombreux sujets littéraires et intellectuels.

#### Études universitaires

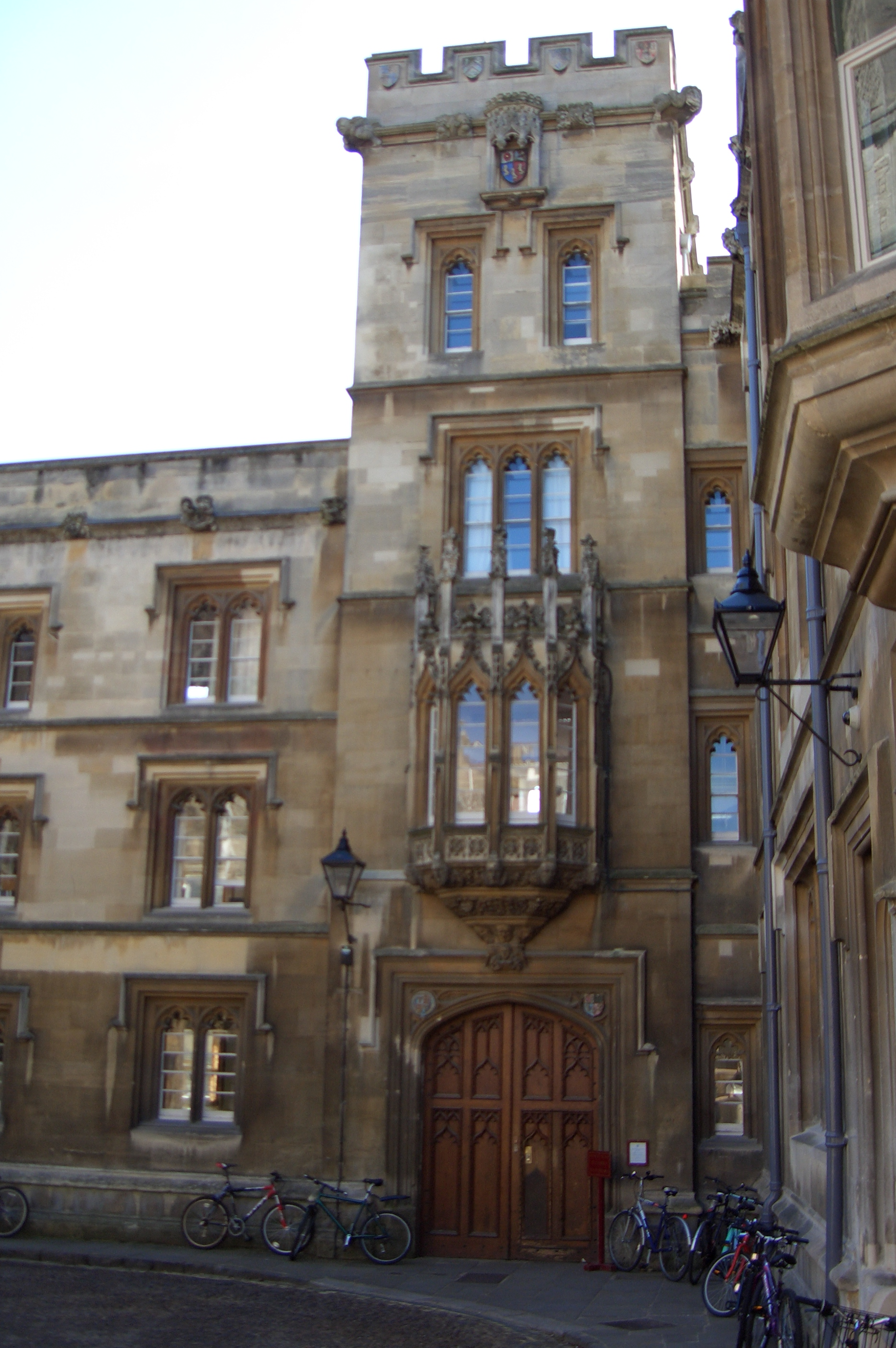
Entrée du Pembroke College, Oxford.

La famille vit dans une relative pauvreté jusqu'à la mort, en février 1728, d'Elizabeth Harriotts, une cousine de Sarah qui leur laisse 40 livres, une somme suffisante pour pouvoir envoyer Samuel à l'université. Le 31 octobre 1728, quelques semaines après son dix-neuvième anniversaire, Johnson entre au Pembroke College, à Oxford, en tant que fellow-commoner (étudiant roturier). Les connaissances que montre Johnson (il est capable de citer Macrobe !) le font accepter sans problème. Mais l'héritage ne permet pas de couvrir tous ses frais à Pembroke, alors Andrew Corbet, un ami et condisciple, lui offre de combler le déficit. Malheureusement il quitte Pembroke peu après, et, pour subvenir aux besoins de son fils, Michael Johnson lui permet d'emprunter une centaine de livres de son fonds, livres qu'il ne récupèrera que des années plus tard.
À Pembroke, Johnson se fait des amis et lit beaucoup, mais sèche beaucoup de cours obligatoires et se dispense des rencontres sur la poésie. Plus tard, il racontera des histoires sur son oisiveté. Lorsque son maître, le professeur Jorden, lui demande de traduire en latin Messiah (« Le Messie ») de Alexander Pope en guise d'exercice pour Noël, il en effectue la moitié en un après-midi et finit le lendemain matin. Malgré les éloges reçus, Johnson n'en tire pas le bénéfice matériel espéré, bien que Pope ait jugé ce travail très bon. Le poème paraîtra plus tard dans Miscellany of Poems (1731 ; « Anthologie »), édité par John Husbands, un professeur de Pembroke. C'est la plus ancienne parution encore existante des œuvres de Johnson. Johnson passe tout son temps à étudier, même pendant les vacances de Noël. Il ébauche un « plan d'étude » nommé « Adversaria » qu'il laisse inachevé, et prend le temps d'étudier le français tout en approfondissant sa connaissance du grec.

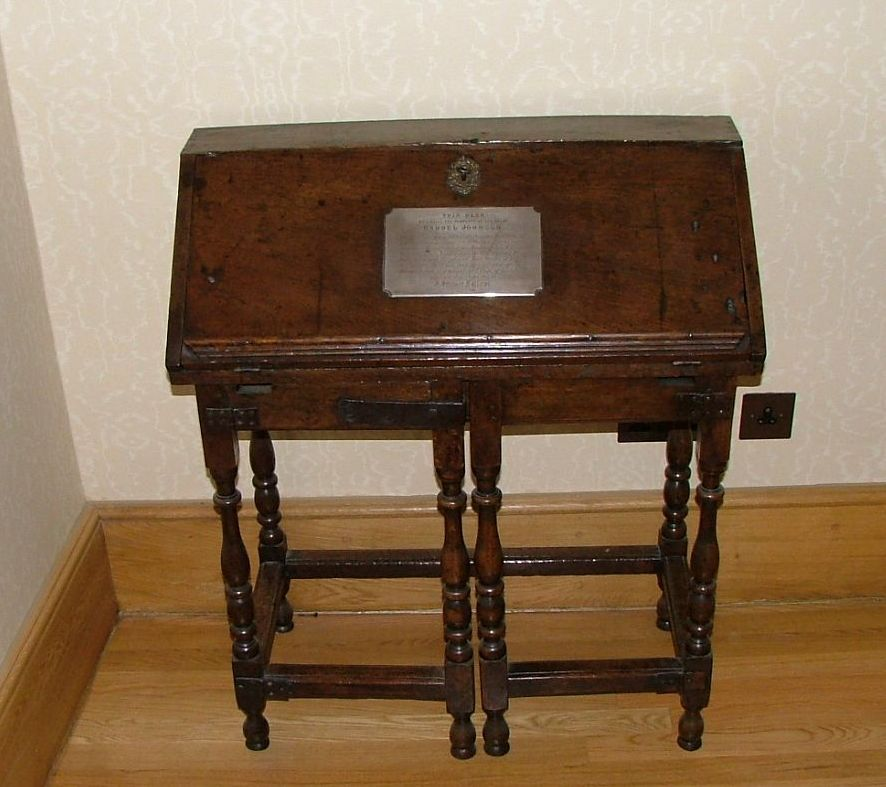
Le bureau de Johnson à Pembroke.

Après treize mois, la pauvreté contraint Johnson, qui n'a même pas de quoi s'acheter des chaussures, à quitter Oxford sans diplôme, et il retourne à Lichfield. Vers la fin de son séjour à Oxford, son maître, le professeur Jorden, quitte Pembroke pour être remplacé par William Adams. Johnson l'apprécie énormément, mais comme il n'a pas payé ses frais de scolarité, il doit retourner chez lui en décembre. Il laisse derrière lui nombre des livres prêtés par son père, parce qu'il ne peut assumer leurs frais de transport et aussi comme un geste symbolique : il espère en effet revenir rapidement à l'université.
Il recevra finalement un diplôme : juste avant la publication de son Dictionnaire en 1755, l'université d'Oxford lui décernera le diplôme de Master of Arts. Il se verra également attribuer, à titre honorifique, un doctorat en 1765 par le Trinity College de Dublin et un autre en 1775 par l'université d'Oxford. En 1776, il retourne à Pembroke avec James Boswell et visite l'université avec son dernier maître, le professeur Adams. Il profite de cette visite pour raconter ses études à l'université, son début de carrière, et pour exprimer son attachement envers le professeur Jorden.

### Début de carrière: 1731 - 1746
On ne sait pas grand-chose de la vie de Johnson entre fin 1729 et 1731 ; il est probable qu'il vit chez ses parents. Il souffre de crises d'angoisse et de douleurs physiques pendant des années ; ses tics et ses mouvements incontrôlés, liés syndrome de Gilles de la Tourette, deviennent de plus en plus évidents et on les commente souvent. Vers 1731, son père, très endetté, a beaucoup perdu de sa situation à Lichfield. Samuel Johnson espère obtenir un poste d'huissier alors vacant à la Stourbridge Grammar School, mais son diplôme ne le lui permet pas et sa candidature est rejetée le 6 septembre 1731. C'est à peu près à cette époque que son père tombe malade et que se déclare la « fièvre inflammatoire » qui entraîne sa mort en décembre 1731. Johnson trouve finalement un emploi de sous-maître dans une école de Market Bosworth dirigée par Sir Wolstan Dixie, qui l'autorise à enseigner sans diplôme. Bien qu'il soit traité comme un domestique, et trouve l'activité ennuyeuse, il prend plaisir à enseigner. Mais il se dispute avec Wolstan Dixie, quitte l'école, et en juin 1732, est de retour chez lui.
Johnson espère toujours se faire nommer à Lichfield. Refusé à Ashbourne, il va voir son ami Edmund Hector, qui vit chez l'éditeur Thomas Warren. Ce dernier vient de créer la première revue créée à Birmingham, le Birmingham Journal (qui paraît tous les jeudis), et s'assure l'aide de Johnson. Ce lien avec Warren grandit, et Johnson propose de traduire en anglais le récit du missionnaire jésuite portugais) Jerónimo Lobo sur les Abyssiniens. Après avoir lu la traduction en français, par l'Abbé Joachim le Grand, il estime qu'une version plus condensée serait « utile et profitable ». Plutôt que de tout écrire lui-même, il dicte à Hector qui apporte ensuite le manuscrit à l'imprimeur et fait quelques corrections. A Voyage to Abyssinia (« Un voyage en Abyssinie ») est publié un an plus tard. Johnson retourne à Lichfield en février 1734 et prépare une édition annotée des poèmes en latin de Poliziano, accompagnée d'une histoire de la poésie latine de Pétrarque à Poliziano ; une Proposition (annonce du projet) est imprimée, mais le projet avorte faute de fonds.

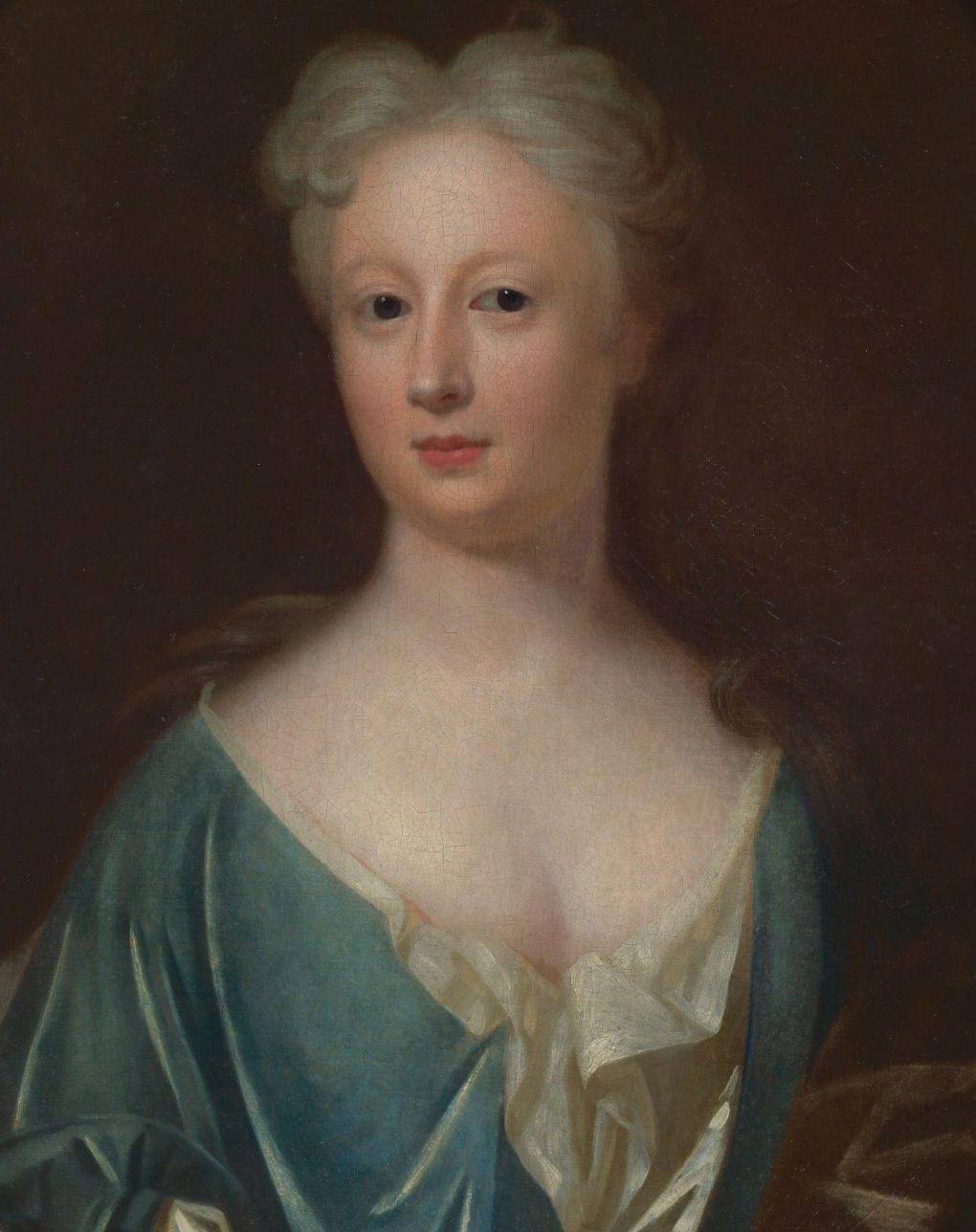
Portrait anonyme de Elizabeth "Tetty" Porter, avant son remariage.

Johnson accompagne son ami intime Harry Porter pendant les derniers temps de la maladie, qui l'emporte le 3 septembre 1734, laissant une femme Elizabeth Jervis Porter (alias « Tetty ») de 41 ans et trois enfants. Quelques mois plus tard, Johnson commence à la courtiser. Le révérend William Shaw affirme que « les premières avances venaient probablement d'elle, car son attachement à Johnson allait à l'encontre des conseils et des désirs de toute sa famille ». Johnson n'a aucune expérience en ce domaine, mais la veuve fortunée l'encourage et promet de pourvoir à ses besoins grâce à ses confortables économies. Ils se marient le 9 juillet 1735 à l'Église de St Werburg, à Derby. La famille Porter n'approuve pas cette union, en partie parce que Johnson a 25 ans et Elizabeth 42. Elle répugne à son fils Jervis au point qu'il coupe les ponts avec sa mère. Toutefois, sa fille Lucy a depuis le début accepté Johnson, et son autre fils, Joseph, acceptera plus tard le mariage.

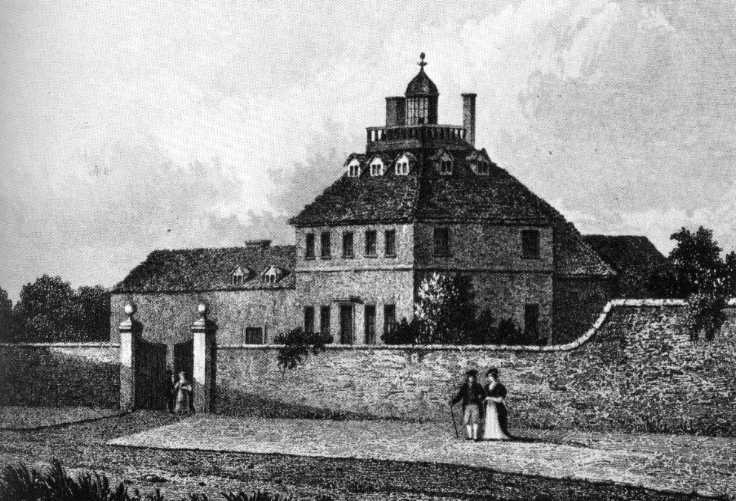
Edial Hall School.

En juin 1735, alors qu'il est précepteur des enfants de Thomas Withby, Johnson se porte candidat pour le poste de directeur de la Solihull School. Bien que Gilbert Walmesley lui apporte son soutien, Johnson est écarté car les directeurs de l'école pensent qu'il est « un homme très hautain et désagréable » et qu'il « a une telle façon de déformer son visage [bien qu'il n'y puisse rien] que les gens craignent que cela puisse affecter certains enfants ». Encouragé par Walmesley, Johnson, persuadé de ses qualités d'enseignant, décide alors de créer sa propre école. En automne 1735, il ouvre Edial Hall School, école privée, à Edial près de Lichfield. Mais il n'a que trois élèves : Lawrence Offley, George Garrick et le jeune David Garrick (18 ans) qui deviendra l'un des acteurs les plus célèbres de son époque. L'entreprise est un échec et coûte à Tetty une part importante de sa fortune. Renonçant à garder son école en faillite, Johnson commence à écrire sa première œuvre majeure, la tragédie historique Irene. Pour son biographe Robert De Maria, le syndrome de Gilles de la Tourette rendait Johnson pratiquement incapable d'activités publiques, comme le professorat ou l'enseignement supérieur ; sa maladie a pu mener Johnson à « l'occupation invisible de l'écriture ».

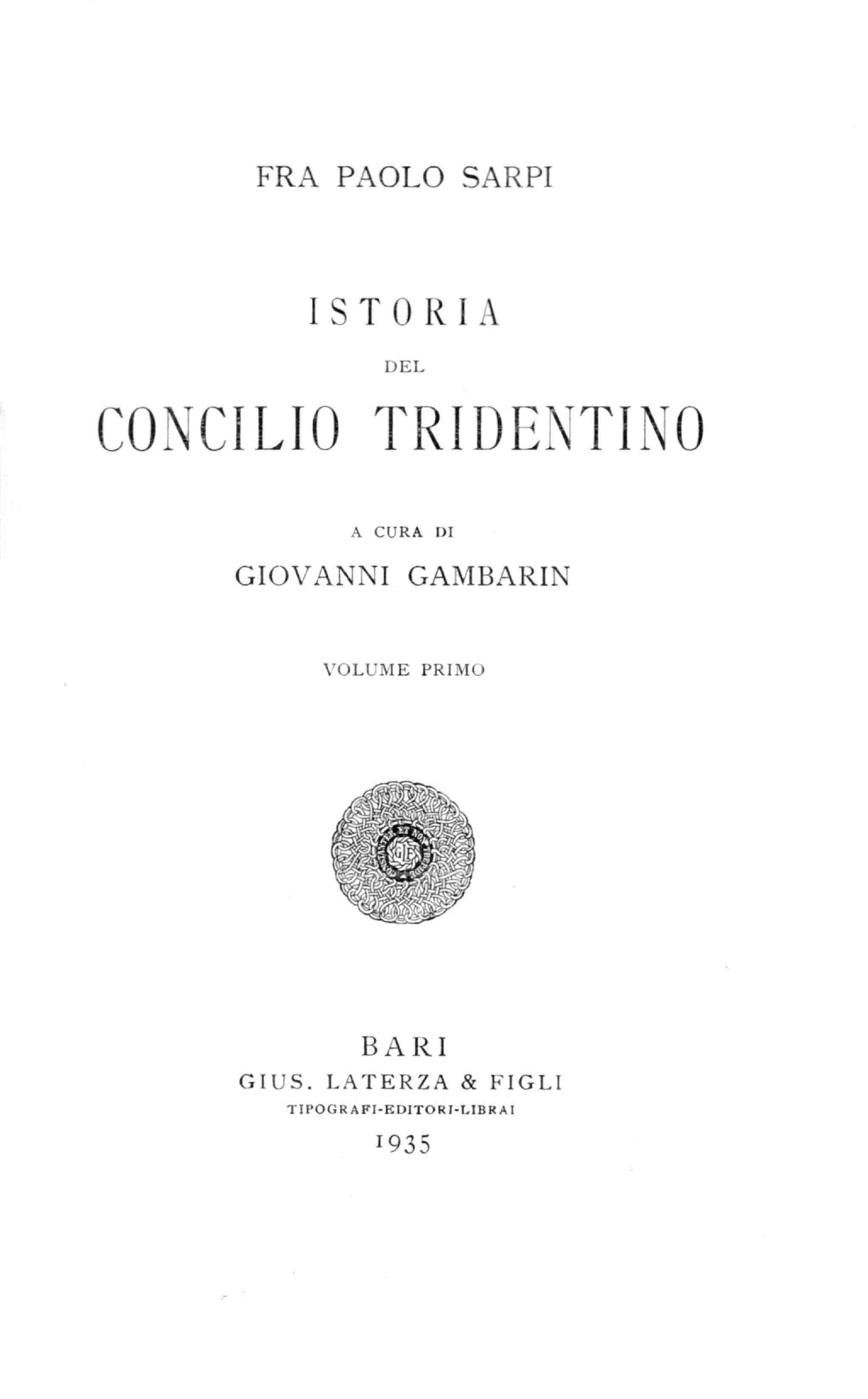
Paolo Sarpi, Istoria del Concilio tridentino, 1935.

Le 2 mars 1737, jour du décès de son frère, Johnson part pour Londres avec son ancien élève David Garrick ; désargenté, il est pessimiste en ce qui concerne leur voyage, mais heureusement, Garrick a des relations à Londres et ils peuvent séjourner chez Richard Norris, un lointain parent de l'élève. Johnson déménage bientôt à Greenwich, près du Golden Hart Tavern où il termine Irene. Le 12 juillet 1737, il écrit à Edward Cave, lui proposant de traduire l'Istoria del Concilio Tridentino (Histoire du Concile de Trente, History of the Council of Trent) de Paolo Sarpi (1619), ce que Cave n'accepte que des mois plus tard. Il fait venir sa femme à Londres en octobre, Cave lui payant ses articles pour The Gentleman's Magazine. Ses travaux pour le magazine et d'autres éditeurs de Grub Street, cette rue populaire de la Cité de Londres où se côtoyaient les libraires, les petits éditeurs, les écrivains publics et les poètes pauvres, sont à cette époque « presque sans précédent en étendue et en variété » et « si nombreux, si variés » que « Johnson lui-même n'aurait pas pu en faire une liste complète ».
C'est là qu'il rencontre George Psalmanazar, l'imposteur repentant, qui travaille en même temps que lui comme petit écrivain à gages. James Boswell rapporte qu'ils avaient « coutume de [se] retrouver dans une taverne de la Cité » située dans Old Street. Johnson admire sa piété et voit en lui « le meilleur homme qu'il eût jamais rencontré ».

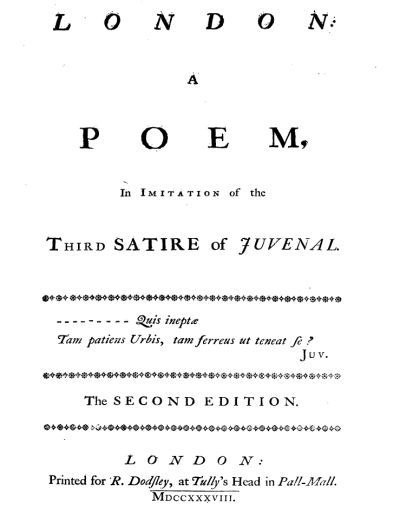
Première page de London, deuxième édition.

En mai 1738, sa première œuvre poétique majeure, London, est publiée anonymement. S'inspirant de la troisième Satire de Juvénal, elle présente un dénommé Thales partant au Pays de Galles afin d'échapper aux tracas de Londres, décrit comme un lieu de crime, de corruption et d'abandon des pauvres. Johnson ne s'attend pas à ce que le poème révèle sa valeur, quoique Alexander Pope déclare que l'auteur sera bientôt tiré de l'ombre (« will soon be déterré »), mais cela n'arrivera que 15 ans plus tard.
En août, parce qu'il ne possède pas de maîtrise es arts décernée par Oxford ou Cambridge, il se voit refuser un poste de professeur à l'Appleby Grammar School. Souhaitant mettre fin à ces refus, Pope demande à Lord Gower d'user de son influence pour obtenir que Johnson se voit décerner un diplôme. Lord Gower insiste auprès d'Oxford pour qu'un diplôme à titre honoraire soit accordé à Johnson, mais on lui répond que c'est « trop demander ». Il demande alors à un ami de Jonathan Swift de convaincre ce dernier de demander à l'Université de Dublin de décerner une Maîtrise à Johnson, dans l'espoir que cela pourrait aider à obtenir une Maîtrise es arts d'Oxford, mais Swift refuse d'agir en faveur de Johnson.
Entre 1737 et 1739, Johnson se lie d'amitié avec le poète Richard Savage. Se sentant coupable de vivre aux dépens de Tetty, Johnson cesse de vivre avec elle et consacre son temps à son ami. Ils sont pauvres et ont pour habitude de séjourner dans des auberges ou des « caves de nuit », à part les nuits où ils errent dans les rues, manquant d'argent. Ses amis essayent d'aider Savage en essayant de le persuader de partir pour le Pays de Galles, mais il échoue à Bristol où il s'endette à nouveau. Envoyé en prison, il y meurt en 1743. Un an plus tard, Johnson écrit Life of Mr Richard Savage (1744 ; « Vie de M. Richard Savage »), une œuvre « émouvante » qui, selon le biographe et critique Walter Jackson Batte, « reste un des ouvrages innovants dans l'histoire de la biographie ».

### Dictionnaire de la langue anglaise

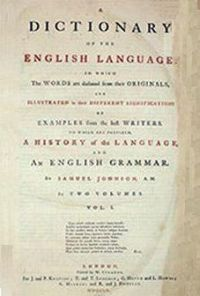
Le Dictionnaire de Johnson, vol. 1 (1755), première page.

#### Chantier duDictionary
En 1746, un groupe d'éditeurs approche Johnson avec le projet de créer un dictionnaire de langue anglaise qui fasse autorité ; un contrat avec William Strahan et ses associés, d'une valeur de 1 500 guinées, est signé le 18 juin 1746 au matin. Samuel Johnson assure qu'il pourra mener le projet à terme en trois ans. En comparaison, les quarante membres de l'Académie française ont mis quarante ans à compléter leur dictionnaire, ce qui pousse Johnson à affirmer : « C'est la proportion. Voyons voir ; quarante fois quarante égale seize-cent. Trois pour seize-cent, voilà la proportion d'un Anglais à un Français ». Bien qu'il ne parvienne pas à finir le travail en trois ans, il y parvient en neuf ans, justifiant sa fanfaronnade. Selon Walter Batte, le Dictionary « compte facilement comme l'un des plus grands exploits de l'érudition, et est probablement le plus grand qui ait été accompli par un individu, dans des conditions pareilles et en un tel laps de temps ». À titre de comparaison, Émile Littré mit dix-huit ans (de 1847 à 1865) pour établir son Dictionnaire de la langue française. Cependant le Dictionary n'échappe pas à la critique. Ainsi Thomas Babington Macaulay tient son auteur pour un piètre étymologiste (« a wretched etymologist »).
Le dictionnaire de Johnson n'est ni le premier, ni le seul ; mais c'est le plus utilisé, le plus imité pendant 150 ans, entre la première publication et l'apparition de l'Oxford English Dictionnary en 1928. Pendant les 150 années précédant le dictionnaire de Johnson, près de vingt dictionnaires « anglais » ont été édités, dont le Dictionarium Britannicum publié en 1721 par Nathan Bailey (en) qui comportait davantage de mots. Mais ces dictionnaires laissaient beaucoup à désirer. En 1741, David Hume affirme dans L'Élégance et la propriété du Style (The Elegance and Propriety of Stile), que ces deux notions « ont été très négligées parmi nous. Nous n'avons aucun dictionnaire de notre langue et à peine une grammaire tolérable ». Le Dictionnaire de Johnson permet une plongée dans le XVIIIe siècle et offre « une présentation fidèle de la langue que l'on utilisait ». Plus qu'un simple ouvrage de référence, c'est une véritable œuvre littéraire.

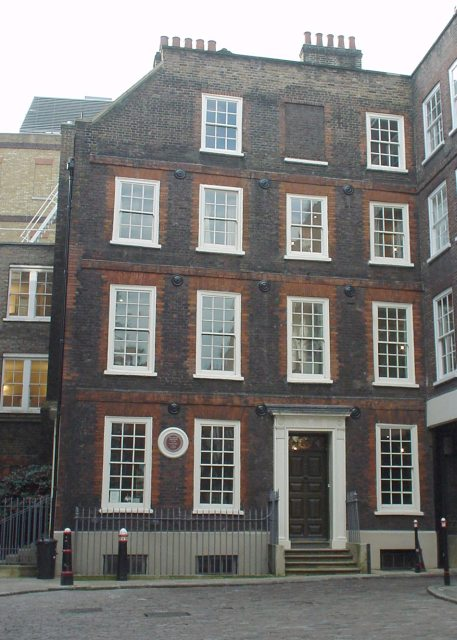
17, Gough Square, la maison de Samuel Johnson de 1748 à 1759.

Pendant une décennie, le chantier du Dictionnaire perturbe la vie de Samuel et celle de sa femme Tetty. Les aspects matériels, comme la copie et la compilation, nécessitent la présence de nombreux assistants, ce qui emplit la maison d'un bruit et d'un désordre incessant. Johnson est constamment pris par son ouvrage et garde des centaines de livres à portée de main. Son ami John Hawkins décrit la scène en ces termes : « Les livres qu'il utilisait à cet usage étaient ceux de sa propre collection, importante mais en piteux état, ainsi que tous ceux qu'il pouvait emprunter ; lesquels, s'ils étaient jamais retournés à ceux qui les avaient prêtés, étaient si dégradés qu'il valait à peine qu'on les possédât ». Johnson est également préoccupé par l'état de santé de sa femme qui commence à montrer les symptômes d'une maladie incurable. Pour pouvoir s'occuper à la fois de sa femme et de son travail, il déménage au 17, Gough Square, près de son imprimeur William Strahan.
Pendant la phase préparatoire de son travail, en 1747, Johnson écrit un Plan pour le Dictionnaire. Lord Chesterfield, connu pour être un soutien affiché de la littérature, sollicité, semble intéressé, puisqu'il souscrit pour 10 livres, mais ne prolonge pas son soutien. Un épisode resté célèbre met aux prises Johnson et Lord Chesterfield, qui le fait éconduire par ses laquais. Peu avant la date de parution cependant, Chesterfield écrit deux essais anonymes dans The World recommandant le Dictionary, dans lesquels il se plaint que la langue anglaise manque de structures, et expose ses arguments en faveur du dictionnaire. Johnson n'apprécie pas le ton de l'essai et estime que Chesterfield n'a pas rempli son rôle de soutien du Dictionnaire. Il écrit une lettre pour exprimer son point de vue à ce sujet, critiquant sévèrement Chesterfield (il reprend notamment l'épisode vieux de plusieurs années durant lequel il s'est fait chasser de chez le comte) et défendant les gens de lettres :

« Est-ce cela, un protecteur, Monseigneur, celui qui regarde avec indifférence un homme se débattre dans l'eau pour, quand il a gagné la rive, venir l'embarrasser de son aide ? L'intérêt qu'il vous a plu de montrer pour mes travaux, eût-il été plus précoce, aurait été aimable, mais il a été différé jusqu'à ce que j'y sois insensible et ne puisse l'apprécier ; que je sois réduit à la solitude et ne puisse le partager ; que je sois connu et n'en aie plus besoin. (Is not a patron, my lord, one who looks with unconcern on a man struggling for life in the water, and when he has reached ground, encumbers him with help? The notice which you have been pleased to take of my labours, had it been early, had been kind: but it has been delayed till I am indifferent and cannot enjoy it; till I am solitary and cannot impart it; till I am known and do not want it). »

Impressionné par le style de cette lettre, Lord Chesterfield la garde exposée sur une table pour que tout le monde puisse la lire.

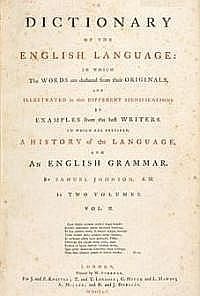
Le Dictionnaire de Johnson, vol. 2 (1755), première page.

Pendant l'élaboration du dictionnaire, Johnson lance plusieurs souscriptions : les souscripteurs obtiendront un exemplaire de la première édition dès sa sortie en compensation de leur soutien ; ces appels durent jusqu'en 1752. Le Dictionnaire est finalement publié en avril 1755, sa première page informant qu'Oxford a décerné à Johnson un diplôme par anticipation pour son œuvre. Le dictionnaire est un ouvrage volumineux. Ses pages font près de 46 cm (18 pouces) de haut, et l'ouvrage fait 51 cm (20 pouces) de large quand on l'ouvre ; il contient 42 773 entrées, auxquelles très peu seulement seront ajoutées dans les éditions ultérieures. Il est vendu au prix exorbitant pour l'époque de 4 £ 10 s.
Une innovation importante dans la lexicographie anglaise est le fait d'illustrer le sens des mots par des citations littéraires. Il y en a 114 000 environ. Les auteurs les plus cités sont Shakespeare, Milton et Dryden ; le « Dictionnaire de Johnson », comme on l'appellera ensuite, n'est rentable pour l'éditeur que des années plus tard. Quant à Johnson, les droits d'auteur n'existant pas, une fois qu'il a rempli son contrat, il ne touche rien provenant des ventes. Des années plus tard, nombre de ses citations sont reprises par diverses éditions du Webster's Dictionary et du New English Dictionary.

#### Autres œuvres
Parallèlement à son travail sur le Dictionnaire, Johnson écrit divers essais, sermons et poèmes durant ces neuf années. Il décide de publier une série d'essais sous le titre The Rambler (« Le Promeneur »), paraissant tous les mardis et les samedis pour deux pence chaque. Expliquant le titre des années plus tard, il dit à son ami, le peintre Joshua Reynolds : « Trouver le titre était embarrassant. Je m'assis un soir sur mon lit, décidé à ne pas me coucher avant de l'avoir trouvé. The Rambler semblait le meilleur de ceux qui se présentaient, et je l'ai choisi ». Ces essais, dont le sujet est souvent moral ou religieux, ont tendance à être plus sérieux que ce que le titre de la publication pourrait suggérer ; ses premières remarques dans The Rambler demandent : 

« that in this undertaking thy Holy Spirit may not be withheld from me, but that I may promote thy glory, and the salvation of myself and others. 
que dans cette entreprise, ton Esprit-Saint ne me soit pas refusé, mais que je puisse promouvoir ta gloire, et mon salut et celui des autres. »

La popularité de The Rambler explose une fois les numéros réunis en un volume ; ils sont ré-imprimés neuf fois du vivant de Johnson. L'écrivain et imprimeur Samuel Richardson, qui apprécie grandement ces essais, demande à l'éditeur l'identité de leur auteur ; il sera seul avec quelques amis de Johnson à savoir qui il est. Une amie, la romancière Charlotte Lennox, soutient The Rambler en 1752, dans son roman The Female Quixote (Le Don Quichotte Féminin). Plus précisément, elle fait dire à son personnage M. Glanville : « [V]ous pouvez soumettre au jugement les productions d'un Young, d'un Richardson ou d'un Johnson. Répandez-vous en injures contre The Rambler avec une malveillance préméditée ; et à cause de l'absence d'erreurs, changez ses beautés inimitables en ridicule » (livre VI, chapitre XI). Plus tard, elle affirme que Johnson est « le plus grand génie de l'époque actuelle ».
Cependant, son travail ne se réduit pas au Rambler. Son poème le plus hautement estimé The Vanity of Human Wishes est écrit avec une si « extraordinaire vitesse » que Boswell affirme que Johnson « aurait dû être poète perpétuellement ». C'est une imitation de la Satire X de Juvénal, qui déclare que « l'antidote aux souhaits humains futiles sont les souhaits spirituels non futiles ». Plus précisément, Johnson souligne « la vulnérabilité impuissante de l'individu face au contexte social » et « l'inévitable aveuglement par lequel les êtres humains sont induits en erreur ». Le poème, quoiqu'applaudi par la critique, n'est pas un succès populaire et se vend moins bien que London. En 1749, Garrick tient sa promesse de monter Irene, mais le titre est changé en Mahomet and Irene (« Mahomet et Irène ») afin qu'il « convienne au théâtre ». La pièce est finalement à l'affiche pour neuf représentations.
Tetty Johnson est malade presque tout le temps qu'elle passe à Londres et en 1752, elle décide de retourner vivre à la campagne alors que son mari est très occupé par son Dictionnaire. Elle meurt le 17 mars 1752 et, lorsqu'il l'apprend, Johnson écrit à son vieil ami Taylor une lettre qui, d'après ce dernier, « exprimait le chagrin de la manière la plus profonde qu'il ait jamais lue ». Il écrit une oraison funèbre pour l'enterrement de sa femme, mais Taylor refuse de la lire pour des raisons qui demeurent inconnues. Cela ne fait qu'accentuer le sentiment qu'a Johnson d'être perdu et le désespoir qu'a provoqué en lui la mort de sa femme ; c'est John Hawkesworth qui doit s'occuper des obsèques. Johnson se sent coupable de la pauvreté dans laquelle il pense avoir obligé Tetty à vivre, et s'en veut de l'avoir délaissée. Il se montre ouvertement chagrin, et son journal est rempli de prières et de lamentations quant à la mort d'Elizabeth et jusqu'à la sienne propre. Comme c'est elle qui le motivait essentiellement, son trépas gêne considérablement l'avancée de ses travaux.

### Carrière de 1756 à la fin des années 1760
Le 16 mars 1756, Johnson est arrêté pour une dette impayée de 5 £ et 18s. Dans l'incapacité de joindre qui que ce soit d'autre, il écrit à l'écrivain et éditeur Samuel Richardson, qui lui a déjà prêté de l'argent dans le passé. Ce dernier lui envoie six guinées (soit 6 £ et 6s, un peu plus que le montant de la dette) pour montrer sa bienveillance, et ils deviennent amis. Peu après, Johnson rencontre le peintre Joshua Reynolds et tous deux se lient d'amitié. L'homme impressionne tellement Johnson qu'il le déclare « presque le seul homme que j'appelle ami ». Frances, la jeune sœur de Reynolds, remarque que quand ils se rendent à Twickenham Meadows, ses gesticulations sont si étranges que « les hommes, femmes et enfants entouraient [Johnson], se moquant de ses gestes et de ses gesticulations ». En plus de Reynolds, Johnson est très proche de Bennet Langton et d'Arthur Murphy ; le premier est un érudit, admirateur de Johnson, qui a décidé de sa voie après un entretien avec Johnson, à l'origine de leur longue amitié. Johnson a rencontré le second pendant l'été de 1754, lorsqu'il vint le voir à propos de la ré-édition accidentelle du 190e volume de The Rambler, et tous deux deviennent amis. À peu près à cette époque, Anna Williams vient habiter chez Johnson ; elle est un poète mineur, pauvre et presque aveugle. Johnson essaie de l'aider en la logeant et en lui payant une opération de la cataracte qui échoue. Anna Williams, en retour, devient sa gouvernante.

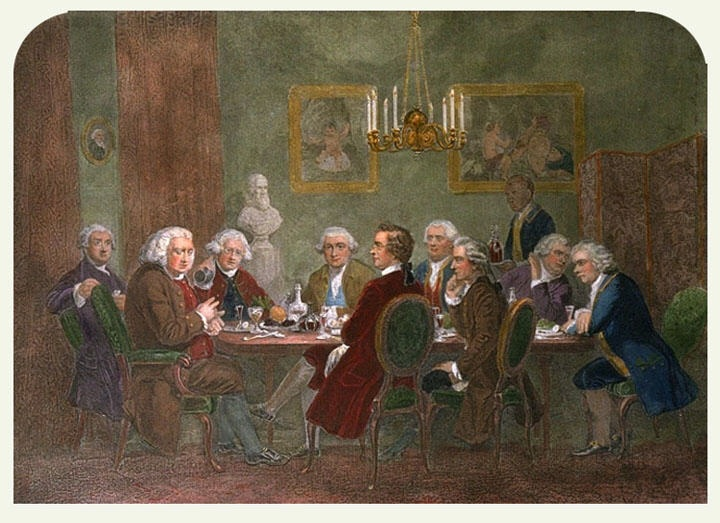
Une soirée littéraire du Club chez Joshua Reynolds en 1781. De g. à dr. : Boswell, Johnson, Reynolds, Garrick, Burke, Paoli, Burney, T. Warton, Goldsmith. D'après James Doyle.

Pour s'occuper, Johnson commence à travailler sur The Literary Magazine or Universal Review, dont le premier numéro parait le 19 mars 1756. Des différends relatifs aux sujets traités naissent lorsque commence la guerre de Sept Ans et que Johnson écrit des essais polémiques contre la guerre. Après le début de la guerre, le Magazine contient de nombreux comptes-rendus (reviews), dont 34 au moins sont de la plume de Johnson. Quand il ne travaille pas pour le Magazine, Johnson écrit des préfaces pour d'autres auteurs, tels que Giuseppe Baretti, William Payne et Charlotte Lennox. Pendant ces années-là, les relations littéraires entre Johnson et Charlotte Lennox sont particulièrement étroites, et elle compte tellement sur lui qu'il devient « la réalité la plus importante de la vie littéraire de Mrs Lennox » (The most important single fact in Mrs Lennox's literary life). Plus tard, il tente de faire publier une nouvelle édition de ses œuvres, mais même avec son soutien ils ne réussissent pas à s'y intéresser assez pour mener l'entreprise à terme. Comme Johnson est très occupé par ses différents projets et ne peut s'acquitter des tâches domestiques, Richard Bathurst, médecin et membre du Club de Johnson, le pousse à prendre un esclave affranchi, Francis Barber, comme domestique. Plus tard, Barber deviendra le légataire de Johnson.
Toutefois, c'est sur The plays of William Shakespeare que Johnson passe la plus grande partie de son temps. Le 8 juin 1756, il publie ses Proposals for Printing, by Subscription, the Dramatick Works of William Shakespeare (« Projets d'impression, par souscription, de l'œuvre dramatique de William Shakespeare »), qui soutiennent que les éditions précédentes de Shakespeare sont pleines de fautes et que des corrections sont nécessaires. Cependant, le travail de Johnson avance de plus en plus lentement et en décembre 1757, il dit au musicologue Charles Burney que son travail ne sera pas fini avant mars suivant. Mais il se fait à nouveau arrêter en février 1758 pour une dette de 40 £. La dette est rapidement payée par Jacob Tonson, qui avait passé contrat avec Johnson pour la publication de son Shakespeare, ce qui encourage Johnson à finir son travail pour le remercier. Il lui faudra sept ans de plus pour tout terminer, mais Johnson achève quelques volumes du Shakespeare pour montrer son attachement au projet.
En 1758, Johnson commence à écrire The Idler (« Le Paresseux »), une série à parution hebdomadaire, qui paraît du 15 avril 1758 au 5 avril 1760. Cette série est plus courte que The Rambler et beaucoup des qualités de cette œuvre-ci sont absentes de The Idler. Contrairement à The Rambler qui parait de façon indépendante, The Idler est publié dans The Universal Chronicle, un nouvel hebdomadaire dont la publication est soutenue par John Payne, John Newberry, Robert Stevens et William Faden. Comme l'écriture de The Idler ne prend pas tout son temps à Johnson, il peut aussi publier le 19 avril 1759 son court roman philosophique Rasselas (qu'il présente comme un « petit livre d'histoire ») qui décrit la vie du Prince Rasselas et de sa sœur Nekayah, gardés dans un endroit nommé Happy Valley (« la Vallée heureuse »), en Abyssinie. La Vallée est un endroit exempt de tout problème où le moindre désir est satisfait sur-le-champ. Le plaisir constant, toutefois, ne mène pas à la satisfaction ; et avec l'aide du philosophe Imlac, Rasselas s'échappe et explore le monde pour être témoin du fait que tous les aspects de la société et de la vie dans le monde extérieur sont en proie à la souffrance. Il décide de retourner en Abyssinie mais ne souhaite pas revenir à la situation de plaisir constant et surabondant qu'il a connue dans la Vallée. Johnson écrit Rasselas en une semaine afin de payer les obsèques et les dettes de sa mère, et il obtient un tel succès qu'une ré-édition en anglais voit le jour presque chaque année. On trouve des références à cet ouvrage dans de nombreux romans ultérieurs, comme Jane Eyre, Cranford ou The House of the Seven Gables (« La maison aux sept pignons »). La notoriété de Rasselas ne se limite pas aux seules nations anglophones : l'œuvre est immédiatement traduite en français, en néerlandais, en allemand, en russe et en italien, puis, plus tard, dans neuf autres langues.

Vers 1762, cependant, Johnson a acquis une réputation de lenteur ; le poète Charles Churchill le taquine à propos des délais d'édition de son Shakespeare, promis depuis longtemps : 

« Pour les souscripteurs, il amorce son hameçon - et prend votre argent - , mais où est le livre ? »

Ces commentaires poussent bientôt Johnson à finir son Shakespeare et, après avoir reçu le premier versement d'une pension de l'État le 20 juillet 1762, il peut consacrer plus de temps à cette tâche : depuis ce mois de juillet, et grâce à Thomas Sheridan et Lord Bute (1713 - 1792), premier ministre, le jeune roi George III, alors âgé de 24 ans, lui alloue une pension annuelle de 300 £ en reconnaissance du Dictionnaire. Bien que la pension ne le rendre pas riche, elle accorde à Johnson une indépendance modeste et assez confortable pour les 22 années qui lui restent à vivre. Quand Johnson demande s'il doit, en retour, défendre ou soutenir la politique du gouvernement, Lord Bute lui répond que la pension « ne vous est pas accordée pour quoi que ce soit que vous ayez à faire, mais pour ce que vous avez fait ».

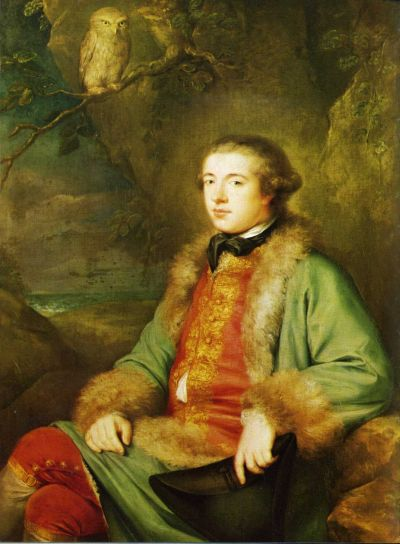
James Boswell, 25 ans.

Le 16 mai 1763, dans la librairie de son ami Tom Davies, Johnson rencontre pour la première fois James Boswell, qui a alors 22 ans. Boswell deviendra plus tard le premier grand biographe de Johnson. Les deux hommes deviennent rapidement amis, bien que Boswell ait pour habitude de retourner chez lui en Écosse ou de voyager à l'étranger des mois durant. Au printemps 1763, il fonde avec son ami Joshua Reynolds le Literary Club ou simplement le Club (« Le Club littéraire »), une société dont font partie ses amis Joshua Reynolds, Edmund Burke, David Garrick, Oliver Goldsmith, et d'autres qui viennent plus tard comme Adam Smith ou Edward Gibbon. Ils décident de se retrouver chaque lundi à 19 heures à la Tête de Turc (Turk's Head) dans Gerrard Street, à Soho, et ces réunions se poursuivront bien après le décès des membres fondateurs.
Le 9 janvier 1765, Murphy présente Johnson à Henry Thrale, riche brasseur et député, et à sa femme Hester. Ils se lient très vite d'amitié et Johnson est traité comme un membre de la famille. Cela le remotive pour travailler à son Shakespeare. Finalement Johnson reste 17 ans chez les Thrale, jusqu'à la mort de Henri en 1781, se rendant parfois à Anchor Brewery, la brasserie de Thrale à Southwark. La correspondance de Hester Thrale et son journal Thraliana (en) deviendront une source importante de renseignements concernant Johnson après la mort de ce dernier.
Le Shakespeare de Johnson est finalement publié le 10 octobre 1765 sous le titre de The Plays of William Shakespeare, in Eight Volumes… To which are added Notes by Sam. Johnson (« Les pièces de William Shakespeare, en huit volumes… complétées par des notes de Sam. Johnson ») : les mille exemplaires de la première édition sont rapidement épuisés, et une seconde est imprimée. Le texte des pièces suit la version que Johnson, qui a analysé les éditions manuscrites, considère comme la plus proche de l'original. Son idée innovante est d'avoir ajouté un ensemble de notes permettant aux lecteurs de comprendre le sens de certains passages compliqués des pièces, ou d'autres qui ont été mal transcrits au fil du temps. Parmi les notes, se trouvent par endroits des attaques visant les éditeurs rivaux de l'œuvre de Shakespeare, et leurs éditions. Des années plus tard, Edmond Malone, grand spécialiste de Shakespeare et ami de Johnson, a affirmé que sa « compréhension vigoureuse et étendue a jeté plus de lumière sur l'auteur qu'aucun de ses prédécesseurs ne l'a jamais fait ».
En février 1767, Johnson se voit accorder une audience par le roi George III dans la bibliothèque de la Maison de la Reine ; la rencontre est organisée par Barnard (en), le bibliothécaire du Roi : le roi, ayant appris que Johnson allait visiter la bibliothèque, demanda à Barnard de le présenter à Johnson. Après la brève entrevue, Johnson est à la fois impressionné par le roi lui-même et par leur conversation.

### Derniers travaux

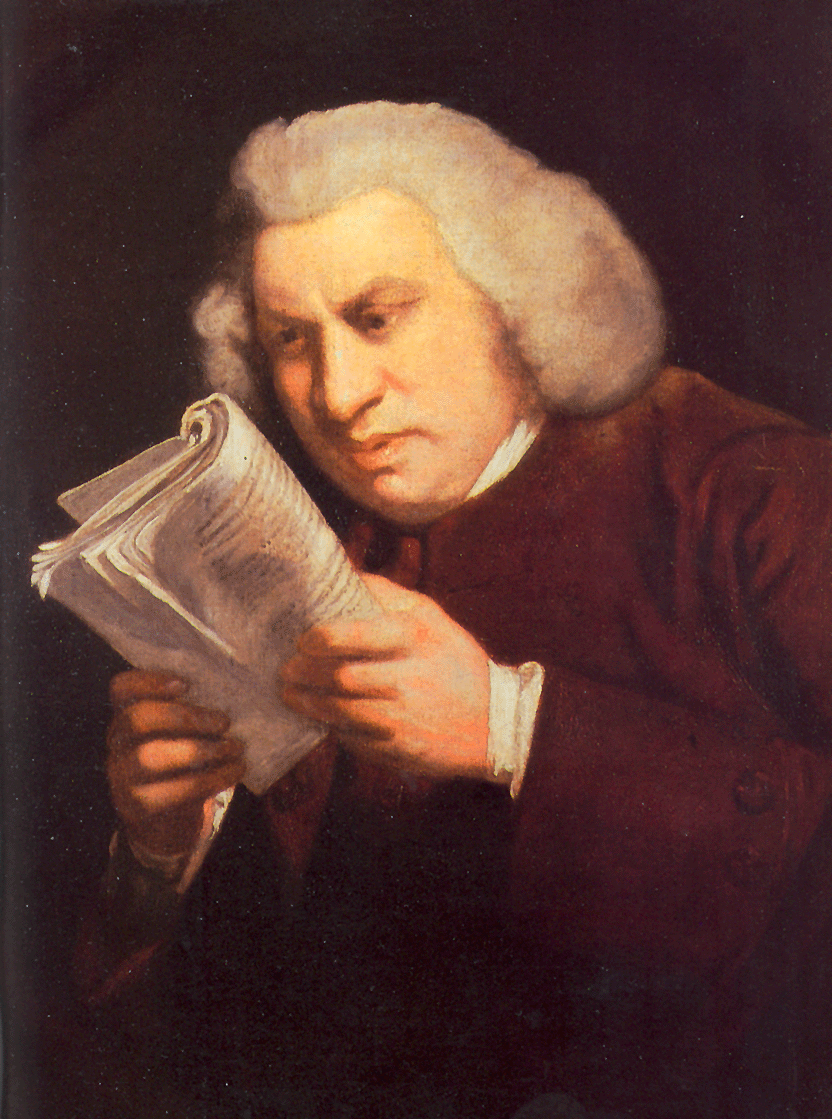
Johnson (1775) montrant son intense concentration et la faiblesse de ses yeux ; il ne voulait pas qu'on le dépeigne comme « Sam aux yeux plissés ».

Le 6 août 1773, onze ans après sa première rencontre avec Boswell, Johnson va rendre visite à son ami en Écosse pour commencer un « voyage aux îles occidentales de l'Écosse » (a journey to the western islands of Scotland), comme l'indique son compte-rendu en 1775. L'ouvrage vise à discuter des problèmes sociaux et des conflits qui affectent le peuple écossais, mais également à faire l'éloge de beaucoup de facettes uniques de la société écossaise comme une école pour sourds-muets à Édimbourg. Johnson se sert aussi de cet ouvrage pour prendre part à une discussion sur l'authenticité des poèmes d'Ossian traduits par James Macpherson : selon lui, ils ne peuvent pas être des traductions de la littérature écossaise ancienne pour la bonne raison que « en ces temps-là rien n'avait été écrit en Gàidhlig ». Les échanges entre les deux hommes sont explosifs et d'après une lettre de Johnson, MacPherson l'aurait menacé de violence physique. Le compte-rendu de Boswell, The Journal of a Tour to the Hebrides (1786), est une première tentative de biographie avant sa Vie de Johnson ; on y trouve des citations et des descriptions, des anecdotes telles que Johnson dansant autour d'un glaive, vêtu d'un costume ou dansant une gigue des Highlands.
Dans les années 1770, Johnson, qui se montrait plutôt hostile au gouvernement plus tôt dans sa vie, publie une série d'opuscules en faveur de diverses politiques gouvernementales. En 1770 il écrit The False Alarm (« La fausse alarme »), un pamphlet politique attaquant John Wilkes. En 1771, Thoughts on the Late Transactions Respecting Falkland's Islands (« Réflexions sur les dernières transactions concernant les îles Malouines ») mettent en garde contre la guerre avec l'Espagne. Il fait imprimer The Patriot (« Le patriote »), une critique de ce qu'il appelle « faux patriotisme », en 1774, et le 7 avril 1775 au soir, il fait la célèbre déclaration : « Le patriotisme est le dernier refuge de la crapule ». Il ne parle pas ici, contrairement à une idée largement répandue, du patriotisme en général, mais de l'abus de langage de John Stuart (le ministre patriote) et de ses partisans ; Johnson s'oppose aux « patriotes autoproclamés » en général, mais valorise ce qu'il considère comme « vrai » patriotisme.
Le dernier de ces pamphlets, Taxation No Tyranny (1775), se montre favorable aux Actes intolérables et répond à la Déclaration des Droits du Premier Congrès continental qui protestait contre la « taxation sans représentation » (« no taxation without representation » était un slogan alors utilisé par les colons britanniques d'Amérique, qui contestaient le manque de représentation au Parlement de Grande-Bretagne et par là même, refusaient d'être sujets à des taxes venant de la Grande-Bretagne). Johnson déclare qu'en émigrant en Amérique, les colons « se sont volontairement démis du droit de vote », mais qu'ils ont toutefois une « représentation virtuelle » au Parlement. Dans une parodie de la Déclaration des Droits, Johnson écrit que les Américains n'ont pas plus le droit de gouverner que les habitants de Cornouailles. Si les Américains souhaitent participer au Parlement, dit-il, ils n'ont qu'à déménager en Angleterre. Johnson accuse publiquement les sympathisants anglais des séparatistes américains d'être des « traîtres à ce pays » ; il espère que l'affaire se règlera pacifiquement mais désire qu'elle se finisse avec « la supériorité des Anglais et l'obéissance des Américains ». Des années plus tôt, Johnson disait des Anglais et des Français qu'ils n'étaient que « deux voleurs » qui volaient leurs terres aux indigènes et qu'aucun des deux ne méritait d'y vivre. Après que le traité de Paris (1783) a été signé, marquant l'indépendance des Américains, Johnson est « profondément dérangé » par l'« état de ce royaume ».
Le 3 mai 1777, alors qu'il essaie de sauver le révérend William Dodd (qui sera pendu à Tyburn pour forgerie), Johnson écrit à Boswell qu'il est occupé à préparer une biographie et de « petites préfaces, pour une petite édition des poètes anglais ». Tom Davies, William Strahan et Thomas Cadell ont demandé à Johnson de s'atteler à son œuvre majeure finale,  The Lives of the Most Eminent English Poets, pour laquelle il demande 200 guinées : beaucoup moins que ce qu'il aurait pu exiger. Cet ouvrage, comportant des études critiques aussi bien que biographiques, présente l'œuvre de chaque poète et est finalement plus complet qu'initialement prévu. Johnson achève son travail en mars 1781 et l'ensemble est publié en six volumes. Johnson, lorsqu'il annonce son œuvre, dit que son but « était seulement d'assigner à chaque poète une annonce, comme on le voit dans les anthologies françaises, contenant quelques dates et décrivant un tempérament ».
Johnson n'est cependant pas à même d'apprécier son succès, car Henry Thrale, l'ami intime chez qui il vit, meurt le 4 avril 1781. Johnson est contraint de changer de mode de vie rapidement quand Hester Thrale commence à s'intéresser à l'Italien Gabriel Mario Piozzi. Il retourne chez lui puis voyage pendant quelque temps, après quoi il apprend que son locataire et ami Robert Levet est mort le 17 janvier 1782. Johnson est choqué par cette nouvelle, Levet ayant résidé chez lui à Londres depuis 1762. Peu de temps après, Johnson attrape un rhume qui s'aggrave en bronchite ; il endure la maladie des mois durant. Il « se sent solitaire et malheureux » à cause de la mort de Levet, de celle de Thomas Lawrence, un ami, puis celle de sa gouvernante Williams, toutes ces disparitions dans son entourage lui rendant la vie plus dure.

### Fin de vie
Bien qu'il ait recouvré sa santé depuis août, il éprouve un choc émotionnel lorsqu'il apprend que Hester Thrale veut vendre la résidence dans laquelle il a vécu avec sa famille, et plus que tout, il est affligé à l'idée qu'il ne la verra plus comme auparavant. Le 6 octobre 1782, Johnson va pour la dernière fois à l'église paroissiale faire ses adieux à sa résidence et sa vie passées. La marche jusqu'à l'église l'épuise, mais il parvient à effectuer le trajet tout seul. À l'église, il écrit une prière pour la famille Thrale :
« À Ta protection paternelle, Ô Seigneur, je confie cette famille. Bénis, guide et défends-les, afin qu'ils puissent traverser ce monde et, finalement, éprouver en Ta présence le bonheur éternel, pour l'amour de Jésus-Christ. Amen. »

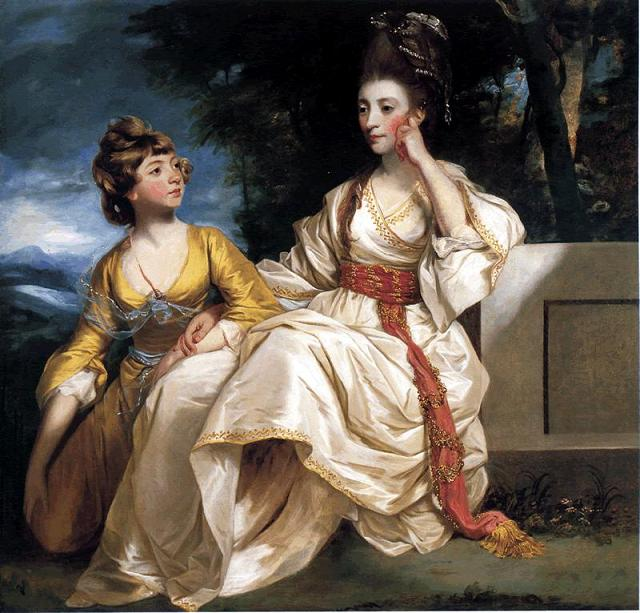
Hester Thrale et sa fille Queeney.

Hester n'abandonne pas complètement Johnson, et lui propose d'accompagner la famille lors d'un voyage à Brighton. Il accepte et reste en leur compagnie du 7 octobre au 20 novembre 1782. Quand il revient, sa santé commence à se détériorer, et il reste seul jusqu'à l'arrivée de Boswell le 29 mai 1783 pour l'accompagner en Écosse.
Le 17 juin 1783, Johnson subit une attaque à cause de sa mauvaise circulation et écrit à Edmund Allen, son voisin, qu'il a perdu l'usage de la parole. Deux médecins sont appelés pour aider Johnson et ce dernier parle à nouveau deux jours plus tard. Craignant que sa mort soit proche, il écrit :

« J'espère toujours résister au chien noir, et en temps, le chasser, bien que je sois privé de presque tous ceux qui m'aidaient. Le voisinage s'est appauvri. J'ai eu il fut un temps Richardson et Lawrence à ma portée. Mme Allen est morte. Ma demeure a perdu Levet, un homme qui s'intéressait à tout et qui, donc, avait de la conversation. Mme Williams est si faible qu'elle ne peut plus servir de compagne. Quand je me lève, je prends mon petit déjeuner, solitaire, le chien noir attend pour le partager, du petit-déjeuner au dîner il continue à aboyer, sauf quand le Dr Brocklesby le tient à distance pour quelque temps. Dîner avec une femme malade, on peut se hasarder à supposer que ce n'est guère mieux que seul. Après le dîner, que reste-t-il à faire à part regarder les minutes passer et attendre ce sommeil que je ne peux guère espérer. La nuit arrive enfin, et quelques heures d'impatience et de confusion m'amènent à une nouvelle journée de solitude. Qu'est-ce qui fera partir le chien noir d'une telle habitation ? »

Johnson est à ce moment accablé par la goutte ; il subit une intervention chirurgicale pour se soigner et ses derniers amis, dont la romancière Fanny Burney (la fille de Charles Burney), viennent lui tenir compagnie. Il est confiné dans sa chambre du 14 décembre 1783 au 21 avril 1784.
Sa santé commence à s'améliorer en mai 1784, et il voyage jusqu'à Oxford avec Boswell le 5 mai. En juillet, la plupart de ses amis sont morts ou partis, et lui-même est en Écosse alors que Hester est fiancée à Piozzi. Sans personne en particulier chez qui aller, Johnson fait le vœu de mourir à Londres et s'y rend le 16 novembre 1784. Il est accueilli chez George Strahan à Islington. Dans ses derniers moments, il est angoissé et est en proie à des hallucinations. Lorsque le médecin Thomas Warren lui rend visite et lui demande s'il va mieux, il s'exclame : « Non, monsieur ; vous ne pouvez concevoir à quelle vitesse j'avance vers la mort ».
De nombreux visiteurs viennent rendre visite à Johnson alors qu'il est alité, malade ; néanmoins, il préfère toujours la seule compagnie de Langton. Fanny Burney, Windham, Strahan, Hoole, Cruikshank, Des Moulins et Barber attendent des nouvelles de Johnson. Le 13 décembre 1784, Johnson reçoit deux autres personnes : Mlle Morris, une jeune femme que Johnson bénit et Francesco Sastres, un enseignant italien qui entend quelques-uns des derniers mots de Johnson : I am Moriturus (« je suis sur le point de mourir »). Peu après, il tombe dans le coma et meurt à 7 heures.
Langton attend jusqu'à 11 heures pour informer les autres de sa mort ; John Hawkins en devient pâle et souffre d' « une agonie de l'esprit », alors que Seward et Hoole décrivent la mort de Johnson comme « la plus affreuse vision ». Boswell remarque : « mon sentiment n'était qu'une grande étendue de stupeur… Je ne pouvais le croire. Mon imagination n'était pas convaincue ». William Gerard Hamilton entre et affirme : « il a créé un abîme, que non seulement rien ne peut emplir, mais que rien n'a tendance à remplir. - Johnson est mort. - Allons au meilleur suivant : il n'y a personne ; on ne peut dire de personne qu'il fait penser à Johnson ».
Il est enterré le 20 décembre 1784 dans l'Abbaye de Westminster et l'on peut lire sur sa tombe :
Samuel Johnson, LL.D.
Obiit XIII die Decembris,
Anno Domini
M.DCC.LXXXIV
Ætatis suœ LXXV.

## La critique
Les travaux de Johnson, et particulièrement ses Vies des poètes (Lives of the Poets), présentent les diverses caractéristiques d'un style excellent. Il pensait que les meilleurs poèmes usaient du langage contemporain, et il désapprouvait l'utilisation d'une langue ornementale ou volontairement archaïque. En particulier, il se méfiait de la langue poétique de Milton, dont il pensait que les vers blancs (non rimés) pouvaient inspirer de piètres imitations. Johnson critiquait également la langue poétique de son contemporain Thomas Gray. Par-dessus tout, il était gêné par l'usage abusif d'allusions obscures du genre de celles que l'on trouve dans le Lycidas de Milton ; il préférait la poésie qui pouvait être facilement lue et comprise. En complément de ses remarques sur la langue, Johnson pensait qu'un bon poème devait comporter des images uniques et originales.
Dans ses plus petits poèmes, Johnson utilisait des vers courts et imprégnait ses travaux d'un sentiment d'empathie, ce qui a peut-être influencé le style poétique de Housman. Dans London, sa première imitation de Juvénal, Johnson utilise la forme poétique pour exprimer ses opinions politiques et, comme font souvent les jeunes auteurs, a une approche enjouée et presque joyeuse du sujet. Sa seconde imitation, The Vanity of Human Wishes, est totalement différente : si la langue reste simple, le poème est plus compliqué et difficile à lire, car Johnson essaie de décrire la complexe morale chrétienne. Les valeurs chrétiennes qui y sont décrites ne se trouvent pas que dans ce poème, mais reviennent dans beaucoup d'autres travaux de Johnson. En particulier, il insiste sur l'amour infini de Dieu et montre que le bonheur peut être atteint grâce à des actes vertueux.
Alors que pour Plutarque, les biographies doivent être élogieuses et avoir une portée morale, pour Johnson elles ont pour but de décrire aussi précisément que possible la vie du personnage concerné, sans en écarter les aspects négatifs. Cette recherche de l'exactitude est quasi révolutionnaire à l'époque, et il dut se battre contre une société qui ne voulait pas accepter des éléments biographiques susceptibles de ternir une réputation ; il fait de ce problème le sujet du soixantième volume de The Rambler. En outre, Johnson pensait que les biographies ne devaient pas se limiter aux seules personnalités célèbres et que les vies d'individus moins connus avaient également leur importance ; ainsi, dans Lives of the Poets, sont décrits des poètes aussi bien majeurs que mineurs. Il insistait pour inclure des détails qui auraient semblé des plus futiles aux yeux d'autres afin de décrire avec la plus grande précision la vie des auteurs. Pour Johnson, autobiographies et journaux intimes - le sien compris - avaient une grande valeur et comptaient au moins autant que d'autres genres ; dans le numéro 64 de The Idler, il explique en quoi l'auteur d'une autobiographie est le plus à même de restituer l'histoire de sa propre vie.

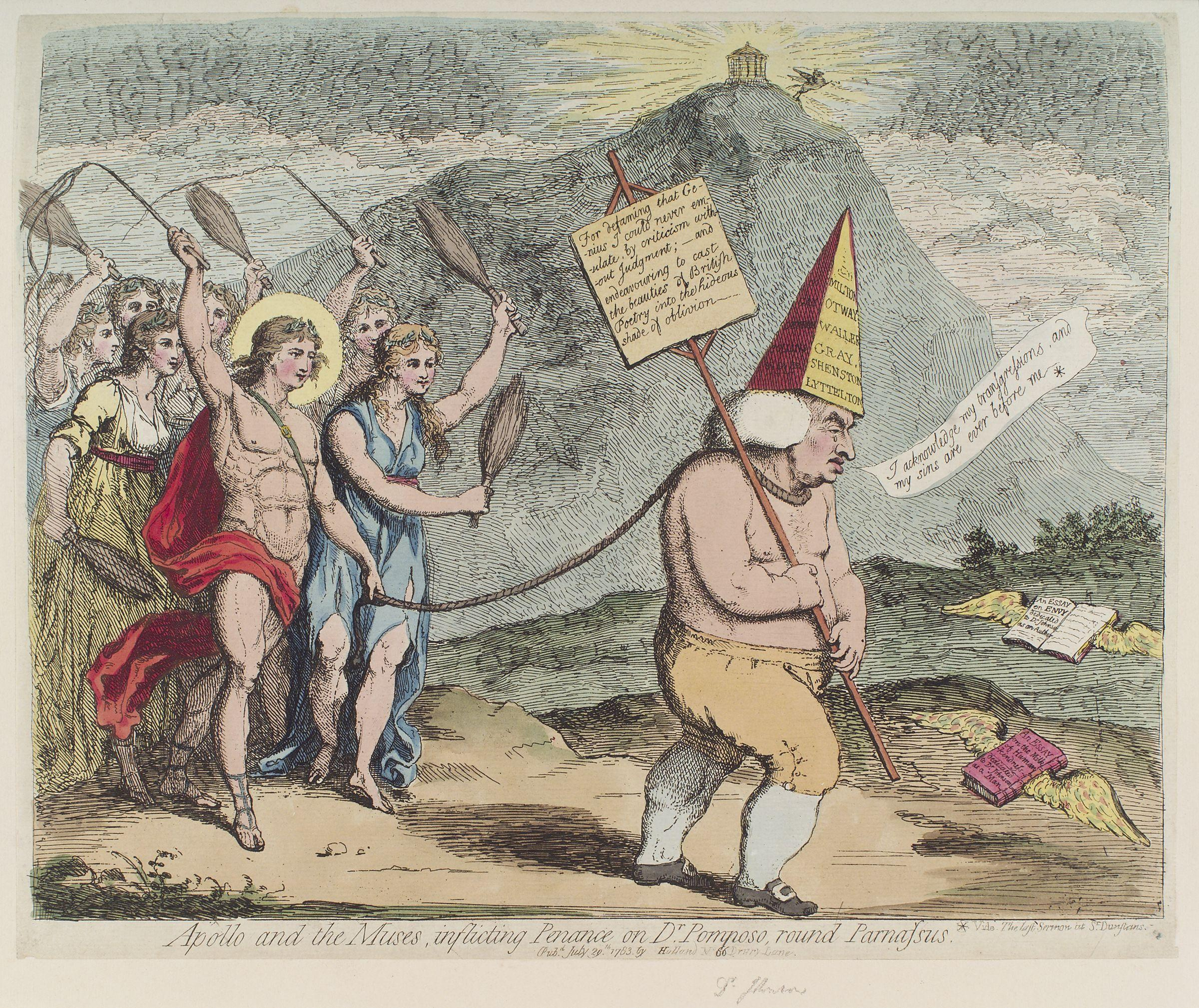
Caricature de Johnson par James Gillray, se moquant des critiques littéraires de Johnson ; il est montré faisant pénitence pour Apollon et les muses, le Mont Parnasse en arrière-plan.

L'idée que se faisait Johnson de la biographie et de la poésie est liée à sa conception de ce qu'est une bonne critique. Chacun de ses ouvrages est un support pour la critique littéraire ; il dit d'ailleurs, à propos de son Dictionnaire : « J'ai récemment publié un Dictionnaire comme ceux que font les académies italienne et française, à l'usage de ceux qui aspirent à l'exactitude de la critique ou à l'élégance du style ». Bien qu'une édition abrégée de son Dictionnaire soit devenue le dictionnaire standard des ménages, l'ouvrage était initialement destiné à être un outil académique examinant la façon dont les mots étaient employés, particulièrement en littérature. Pour atteindre son objectif, Johnson utilisa des citations de Francis Bacon, Richard Hooker, John Milton, William Shakespeare, Edmund Spenser et d'autres auteurs qui couvraient les champs littéraires qu'il tenait pour essentiels : les sciences naturelles, la philosophie, la poésie et la théologie. Toutes ces citations étaient comparées et soigneusement étudiées dans le Dictionnaire, de manière que le lecteur puisse comprendre le sens des mots, dans le contexte des ouvrages littéraires où ils étaient employés.
N'étant pas théoricien, Johnson ne voulait pas créer une école de théories d'analyse de l'esthétique de la littérature. Il se servait plutôt de sa critique dans le but pratique d'aider à mieux lire et comprendre la littérature. Dans l'étude des pièces de Shakespeare, Johnson met en évidence l'importance du lecteur dans la compréhension de la langue : « Si Shakespeare a plus de difficultés que d'autres écrivains, c'est à imputer à la nature de son œuvre, qui demandait l'utilisation d'un langage familier, et par conséquent, de phrases allusives, elliptiques et proverbiales, telles qu'on les prononce et les entend à tout moment sans y faire attention ».
Ses travaux sur Shakespeare ne concernaient pas seulement cet auteur, mais s'étendaient à la littérature en général ; dans sa Préface à Shakespeare, il rejette les Règles du théâtre classique et affirme que le théâtre devrait être fidèle à la réalité. Mais Johnson ne se contente pas de défendre Shakespeare : il examine ses fautes, comme son manque de morale, sa vulgarité, son insouciance dans la création de ses intrigues, et, à l'occasion, sa distraction lors du choix des mots ou de leur ordre. Johnson affirmait qu'il était important d'établir un texte qui puisse refléter ce que l'auteur avait exactement écrit : les pièces de Shakespeare par exemple, connaissaient de nombreuses éditions, chacune comprenant des erreurs survenues lors de l'impression. Ce problème était encore aggravé par des éditeurs peu scrupuleux qui considéraient comme incorrects les mots compliqués qu'ils trouvaient, et les changeaient dans les éditions suivantes. Pour Johnson, un éditeur ne devrait pas altérer de la sorte un texte.
Samuel Johnson est parfois critiqué pour avoir popularisé, dans son ouvrage intitulé A Journey to the Western Islands of Scotland (1775), l’idée que les Gaels étaient un peuple « barbare » qui parlait une langue « grossière » qui n’avait « jamais été écrite avant la traduction des premiers missels ». Cette opinion n’était pas la sienne. En effet, dans cet ouvrage, il affirmait sa totale ignorance de la langue « earse » et se bornait à répéter ce qu’on lui en avait dit. Il est fort probable que les propos qu’il rapporte étaient tenus par des locuteurs du scots, autre langue écossaise mais qui était parlée dans les Lowlands. On ne peut lui imputer la volonté de dénigrer la langue gaélique, mais en revanche, il est étonnant qu’il ait cru utile de rapporter ces inepties alors qu’à l’époque, les spécialistes avaient déjà eu connaissance d’ouvrages tels que le Leabhar Deathan Lios Mòir.

## Portrait rapide
Sa silhouette haute et robuste et ses étranges gesticulations étaient déroutantes pour ceux qui rencontraient Johnson pour la première fois. Quand William Hogarth vit Johnson pour la première fois, près d'une fenêtre chez Samuel Richardson, « secouant sa tête et se roulant par terre d'une façon étrange et ridicule », il crut de Johnson qu'il était un « idiot dont les relations l'ont confié à la garde de M. Richardson ». Hogarth fut surpris lorsque « cette silhouette s'est avancée vers là où lui et M. Richardson étaient assis et d'un coup, reprit la discussion… [avec] une telle éloquence, que Hogarth le regarda avec étonnement, et imagina que cet idiot avait été inspiré sur le moment ». Tout le monde ne se laissait pas abuser par l'apparence de Johnson : Adam Smith affirma que « Johnson connaissait plus de livres que quiconque » et Edmund Burke pensait que si Johnson devait devenir membre du Parlement, il « aurait certainement été le plus beau parleur à y être jamais allé ». Johnson s'appuyait sur une unique forme de rhétorique, et sa « réfutation » de l'immatérialisme de George Berkeley est restée célèbre : Berkeley affirmait que la matière n'existait pas mais semblait seulement exister ; au cours d'une discussion à ce sujet avec Boswell, Johnson frappe avec force une grosse pierre du pied et déclare : « C'est ainsi que je le réfute ».

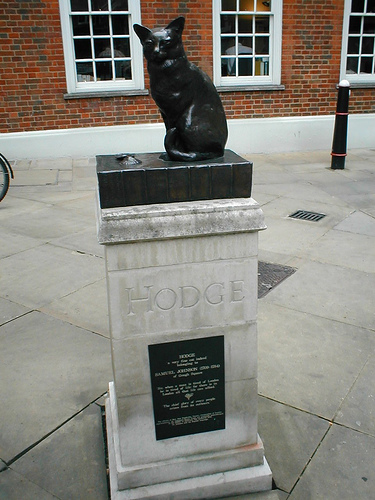
Statue de Hodge dans la cour de la maison de Johnson, 17 Gough Square, Londres.

Johnson était un anglican dévot et conservateur ; il était compatissant et aidait ceux de ses amis qui ne pouvaient s'offrir de logement en les abritant chez lui, même quand lui-même était en difficulté financière. L'œuvre de Johnson est empreinte de sa morale chrétienne ; il écrivait sur des sujets éthiques avec une telle aisance, et son autorité dans le domaine est telle que Walter Jackson Batte a affirmé qu'« aucun autre moraliste dans l'histoire ne le dépasse ou ne lui arrive à la cheville ». Ses écrits ne dictent toutefois pas, comme le dit Donald Greene, de « modèle prédéterminé de « bonne conduite », bien que Johnson ait mis en avant certains comportements. Il ne se laissait pas aveugler par sa foi et ne jugeait pas hâtivement les gens ; il avait du respect pour ceux d'autres confessions, tant qu'ils montraient un engagement aux enseignements du Christ. Bien qu'il respectât la poésie de John Milton, il ne pouvait supporter ses croyances puritaines et républicaines, pensant qu'il s'agissait de valeurs contraires à celles de l'Angleterre et de la chrétienté. Il condamnait l'esclavage et proposa un jour de porter un toast à la « prochaine rébellion des nègres aux Indes occidentales ». Outre ses croyances concernant l'humanité, Johnson aimait également beaucoup les chats, particulièrement les siens : Hodge et Lily. Boswell a écrit : « Jamais je n'oublierai l'indulgence avec laquelle il traitait Hodge, son chat ».
Bien qu'il fût connu pour être un ardent conservateur, Johnson était dans sa jeunesse un sympathisant du Jacobitisme ; pendant le règne de George III, il accepte toutefois l'Acte d'établissement. Boswell est en grande partie responsable de la réputation de conservateur convaincu qu'avait Johnson, et c'est lui qui détermina la façon dont on allait le percevoir pendant des années. Il n'était toutefois pas présent pendant les deux périodes phare de l'activité politique de Johnson : le contrôle du Parlement par Walpole et la guerre de Sept Ans ; et bien qu'il ait été souvent présent à ses côtés pendant les années 1770 et qu'il ait décrit quatre pamphlets majeurs de Johnson, il ne prend pas la peine d'en parler, plus intéressé par leurs voyage en Écosse. De plus, n'étant pas du même avis que Johnson dans deux de ces pamphlets, The False Alarme et Taxation No Tyranny, Boswell critique le point de vue de Johnson dans sa biographie.
Dans sa Vie de Samuel Johnson, Boswell l'appelle si souvent « Dr Johnson », que ce surnom resta des années durant, au grand dam de ce dernier. La description des dernières années de Johnson fait état d'un vieillard visitant les tavernes, mais cette description est pathétique. Bien que Boswell, d'origine écossaise, ait été un proche compagnon et un ami intime de Johnson pendant les périodes importantes de la vie de ce dernier, Johnson, à l'instar de beaucoup d'autres Anglais d'alors, avait pour réputation de mépriser l'Écosse et ses habitants. Même alors qu'ils voyageaient ensemble en Écosse, Johnson « montrait préjugés et nationalisme étroit ». Hester Thrale note, à propos de son nationalisme et de ses préjugés envers les Écossais : « Nous savons tous combien il aimait abuser les Écossais, et d'ailleurs se faire abuser par eux en retour ».

## Santé

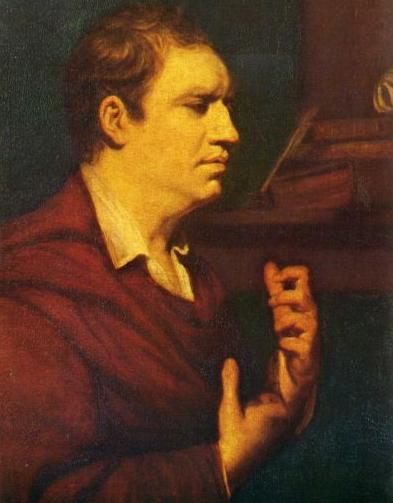
Portrait des « étranges gesticulations » de Johnson par Reynolds, 1769.

Bien que Johnson ait probablement été en aussi bonne santé que d'autres de sa génération, il fut frappé par différentes maladies et problèmes tout le long de sa vie. Enfant, il eut des écrouelles ; il fut touché par la goutte, souffrait d'un cancer du testicule, et un accident vasculaire cérébral survenu à la fin de sa vie le priva de la parole pendant deux jours. Les autopsies révélèrent une maladie pulmonaire ainsi qu'une insuffisance cardiaque probablement due à de l'hypertension (problème dont on ignorait alors l'existence). Enfin, il était dépressif et atteint de la maladie de Gilles de La Tourette.
Beaucoup de témoignages rendent compte des crises de dépressions de Johnson et de ce qu'il pensait être de la folie. Comme le dit Walter Jackson Bate, « une des ironies de l'histoire de la littérature est que son symbole le plus fascinant et autoritaire de bon sens - de la compréhension grande et imaginative de la réalité concrète - aurait commencé sa vie adulte, à l'âge de vingt ans, dans un tel état d'anxiété et de désespoir que, de son propre point de vue au moins, il [cet état] semblait être le commencement d'une vraie folie ». Pour vaincre ces sentiments, Johnson essayait de toujours s'occuper par diverses activités, mais cela ne l'aidait pas. Taylor dit que Johnson « envisageait à un moment fortement le suicide » ; Boswell quant à lui, affirma que Johnson « se sentait accablé par une horrible mélancolie », était toujours irrité et « impatient ; et un abattement, une tristesse et un désespoir qui faisaient de son existence une misère ».
Tôt dans sa vie, lorsque Johnson ne fut plus capable de payer ses dettes, il travailla avec des écrivains professionnels et identifia sa situation à la leur. Johnson fut alors témoin de la chute de Christopher Smart dans « l'indigence et la maison de fous » et craignit de partager son sort. Hester Thrale affirma, au cours d'une discussion à propos de l'état mental de Smart, que Johnson était « son ami qui craignait qu'une pomme ne l'empoisonnât ». Pour elle, ce qui distinguait Johnson de ceux qu'on plaçait dans des asiles à cause de leur folie (comme Christopher Smart) était sa capacité à garder pour lui ses émotions et ses préoccupations.
Deux siècles après la mort de Johnson, le diagnostic posthume de la Maladie de Gilles de la Tourette est largement accepté. La maladie de Gilles de la Tourette n'était pas connue à l'époque de Johnson (Gilles de la Tourette publie en 1885 un compte-rendu sur neuf de ses patients atteints) mais Boswell a décrit Johnson montrant des symptômes, comme des tics et d'autres mouvements involontaires,. Selon Boswell, « il tenait souvent sa tête d'un côté… bougeant son corps d'avant en arrière, frottant son genou gauche dans la même direction avec la paume de sa main… [Il] faisait différents bruits » comme « un demi sifflement » ou « comme gloussant tel une poule » et « tout ceci parfois accompagné par un regard pensif, mais plus fréquemment par un sourire ». Lorsque Johnson était énervé, « il soufflait comme une baleine ». On disait aussi de Johnson qu'il faisait ces gesticulations particulières au pas des portes, et lorsqu'une petite fille lui demanda pourquoi il faisait ces drôles de gesticulations et ces bruits étranges, il lui répondit que c'était une « mauvaise habitude ». C'est en 1967 que l'on diagnostiqua pour la première fois la Maladie de Gilles de la Tourette,, et le chercheur Arthur K. Shapiro, spécialisé dans la maladie, a décrit Johnson comme « l'exemple le plus notable d'une adaptation réussie à la vie malgré le handicap de la maladie de Gilles de la Tourette ». Les détails apportés par les écrits de Boswell et de Hester Thrale notamment, confortent les chercheurs dans le diagnostic ; Pearce écrivit que :

« [Johnson] montrait aussi beaucoup des traits obsessionnels compulsifs et des rituels associés à ce syndrome... On peut penser que sans cette maladie, les exploits littéraires du Dr Johnson, le grand dictionnaire, ses délibérations philosophiques et ses conversations n'auraient jamais vu le jour ; et Boswell, auteur de la plus grande des biographies, n'aurait jamais été connu. »

## Héritage et postérité

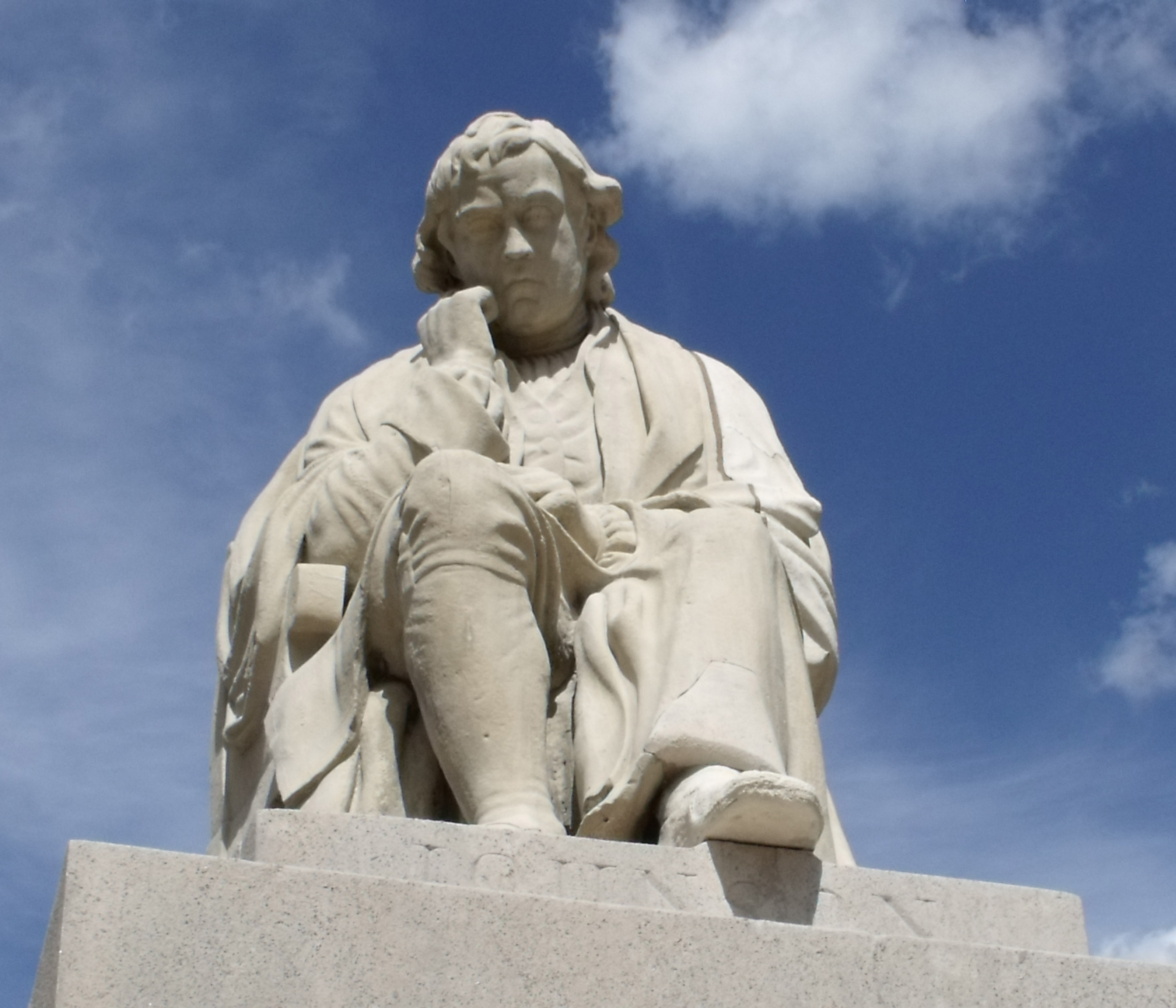
Statue érigée en 1838 en face de sa maison natale, au Market Square à Lichfield ; d'autres statues de lui se trouvent à Londres et Uttoxeter.

D'après Steven Lynn, Johnson était « plus qu'un écrivain et érudit célèbre » ; il était une célébrité. Dans ses derniers jours, les moindres faits et gestes de Johnson, ainsi que son état de santé, étaient constamment reportés dans des journaux et, quand rien de notable n'était à dire, quelque chose était inventé. Selon Bate, « Johnson aimait la biographie » et « il a changé le cours de la biographie dans le monde moderne ». Le plus grand des ouvrages de biographie d'alors était Life of Johnson de Boswell, et nombre d'autres mémoires et biographies similaires apparurent après la mort de Johnson. Parmi toutes ces biographies, peuvent être citées A Biographical Sketch of Dr Samuel Johnson (1784), de Thomas Tyers ; The Journal of a Tour to the Hebrides (1785), de Boswell ; Anecdotes of the Late Samuel Johnson, de Hester Thrale, en partie tiré de son journal, Thraliana ; Life of Samuel Johnson (1787), de John Hawkins, la première biographie aussi longue ; et, en 1792, An Essay on the Life and Genius of Samuel Johnson par Arthur Murphy, qui remplace l'ouvrage de Hawkins en tant qu'introduction à une collection de l'œuvre de Johnson. Une autre source importante d'information fut Fanny Burney, qui décrivit Johnson comme « le cerveau de la littérature de ce royaume » et gardait un journal contenant des détails absents des autres biographies. Cependant, de toutes ces sources, Boswell reste le plus connu des lecteurs ; et bien que des critiques comme Donald Greene aient discuté son statut de biographie, Life of Samuel Johnson rencontra un grand succès, d'autant plus que Boswell et ses amis firent la publicité de l'ouvrage au détriment des nombreux autres travaux sur la vie de Johnson.
Bien que son influence en tant que critique perdurât après sa mort, Johnson n'était pas apprécié de tous. Macaulay le considérait comme un imbécile savant (une forme d'autisme) auteur de quelques travaux de qualité ; les poètes romantiques rejetaient sa présentation de la poésie et la littérature, surtout en ce qui concerne John Milton. Mais il avait aussi ses admirateurs : Stendhal, dans Racine et Shakespeare, s'est appuyé partiellement sur sa présentation de Shakespeare, et il a influencé le style et la pensée philosophique de Jane Austen. Matthew Arnold, dans Six Chief Lives from Johnson's « Lives of the Poets », considérait que les Vies de Milton, Dryden, Pope, Addison, Swift et Gray étaient des références fondamentales « qui permettent, en revenant à elles de toujours retrouver son chemin » (« by returning to which we can always find our way again »).
Johnson ne fut vraiment reconnu comme un grand critique que plus d'un siècle après sa mort, par des critiques littéraire comme G. Birkbeck Hill ou T. S. Eliot. Ils commencèrent à étudier son œuvre avec un intérêt grandissant pour l'analyse critique contenue dans son édition de Shakespeare et Lives of the Poets. Selon Yvor Winters (poète et critique littéraire américain du XXe siècle), « un grand critique est le plus rare de tous les génies de la littérature ; peut-être le seul critique anglais qui mérite cette épithète est-il Samuel Johnson », opinion partagée par F. R. Leavis qui affirme : « Quand on le lit on sait, sans aucune équivoque, qu'on est devant un esprit puissant et distingué opérant au premier plan de la littérature. Et l'on peut dire avec beaucoup de conviction : voilà de la critique véritable ». Pour Edmund Wilson « Lives of the Poets et ses préfaces et commentaires sur Shakespeare sont parmi les documents les plus brillants et pénétrants de toute la critique anglaise ». Son insistance sur la nécessité d'étudier la langue dans la littérature rendit progressivement cette méthode prédominante dans la théorie de la littérature au cours du XXe siècle.
Dans son film Les Sentiers de la gloire, (1957), Stanley Kubrick, fait dire à Kirk Douglas qui tient le rôle du colonel Dax, une citation de Samuel Johnson : « Le patriotisme est le dernier refuge des crapules. »
Lors du bicentenaire de la mort de Johnson, en 1984, l'université d'Oxford organisa un colloque d'une semaine qui présentait 50 documents ; le Arts Council of Great Britain (« Conseils des arts de Grande-Bretagne ») quant à lui, tint une exposition de « portraits de Johnson et autres souvenirs », tandis que The Time et Punch éditèrent des parodies du style de Johnson à cette occasion. En 1999, la BBC Four créa le prix Samuel Johnson.
Un certain nombre de ses manuscrits, des éditions originales de ses ouvrages, la moitié de ce qui reste de sa correspondance, ainsi que des tableaux et divers objets le concernant, qui appartiennent à la Collection de Donald et Mary Hyde, sont hébergés depuis 2003 à Harvard, dans le département des Early Modern Books and Manuscripts de la Bibliothèque Houghton (en:Hougton Library).

## Publications
Ouvrages traduits en français
- Morceaux choisis du Rambler, ou du Rodeur ; Ouvrage dans le genre du Spectateur, Traduit de l'Anglois de Johnson, Par M. Boulard, Notaire à Paris. Paris, Lottin, 1785.
- Le Paresseux (The Idler), Allia, 2000
- Histoire de Rasselas prince d'Abyssinie (Rasselas), Desjonquères, 1994
- Voyage dans les Hébrides (A Journey to the Western Islands of Scotland), La Différence, 200
- L'Art de l'insulte et autres effronteries (anthologie), Anatolia, 2007

Divers
- 1728 : Messiah, traduction en latin du Messiah de Alexander Pope
- 1732 - 1733 : Birmingham Journal
- 1738 : London
- 1744 : Life of Mr Richard Savage
- 1745 : Miscellaneous Observations on the Tragedy of Macbeth
- 1747 : Plan for a Dictionary of the English Language
  - Prologue at the Opening of the Theatre in Drury Lane
- 1749 : La Vanité des désirs humains
  - Irene, a Tragedy (en)
- 1750 - 1752 : The Rambler
- 1753 - 1754 : The Adventurer
- 1755 : Preface to a Dictionary of the English Language
  - A Dictionary of the English Language
- 1756 : Universal Visiter
  - « Life of Browne » dans Morals de Thomas Browne
  - Proposal for Printing, by Subscription, the Dramatick Works of William Shakespeare
- 1756 - : The Literary Magazine, or Universal Review
- 1758 - 1760 : The Idler
- 1759 : L'Histoire de Rasselas, prince d'Abyssinie
- 1765 : Prefaces to the Plays of William Shakespeare
  - The Plays of William Shakespeare
- 1770 : The False Alarm
- 1771 : Thoughts on the Late Transactions Respecting Falkland's Islands
- 1774 : The Patriot
- 1775 : A Journey to the Western Islands of Scotland
  - Taxation No Tyranny
- 1779 - 1781 : Lives of the Poets
- 1781 : The Beauties of Johnson

Citations :
« La théorie est opposée au principe du libre arbitre ; l'expérience est en sa faveur. »